# Circoncision
Pour les articles homonymes, voir Circoncision (homonymie).
La circoncision, en latin : circumcisio, « fait de couper autour, découpe », désigne, dans sa forme la plus répandue, l’ablation totale ou partielle du prépuce, en supprimant ainsi ses fonctions et laissant le gland du pénis en permanence à découvert. Selon l’Organisation mondiale de la santé (OMS), en 2009, 661 millions d’hommes de plus de 15 ans seraient circoncis, soit environ 30 % de la population masculine adulte mondiale.
La circoncision peut être effectuée pour des raisons thérapeutiques, notamment dans le traitement des phimosis et des paraphimosis ; elle est alors appelée « posthectomie » (du grec posthe : prépuce ; ectomie : excision).
La circoncision rituelle a été pratiquée pour des motifs culturels et religieux depuis l'Antiquité en Égypte antique et en Afrique noire puis dans le judaïsme et l'islam. Ce rite est également en usage chez certaines communautés chrétiennes (notamment orientales). La circoncision requiert systématiquement des conditions incontournables d'hygiène et d'asepsie, ainsi qu'une prise en charge de la douleur adaptée, y compris lors des pratiques rituelles, ce qui est loin d'être universellement pratiqué,. En effet, l'OMS souligne que « les circoncisions pour des raisons religieuses ou traditionnelles se déroulent souvent en milieu non médicalisé bien que, dans certaines cultures, elles aient de plus en plus lieu dans un cadre médical »,.
Certaines populations pratiquent la circoncision pour des motifs davantage culturels que religieux, invoquant des raisons d'hygiène, de réduction des risques d’infection, mais également par tradition, cohésion sociale, identité, ou encore masculinité, à l'instar des États-Unis, des Philippines, ou de la Corée du Sud, pays dans lesquels la majorité des hommes sont circoncis. La pratique de la circoncision s’est accrue dans le monde occidental au début du XXe siècle jusqu'à devenir une opération de routine sur les nouveau-nés, mais elle y est toutefois en baisse forte mais variable depuis la seconde moitié du XXe siècle sauf aux États-Unis.
Les positions des organisations médicales à propos de la circoncision prophylactique (prévention des maladies) des enfants et des adultes sont diverses et contradictoires. En effet, l'OMS et ONUSIDA recommandent la circoncision à tout âge afin de contrer le sida dans les zones à haute prévalence, quand l’Académie américaine de pédiatrie indique que « les avantages de la circoncision des nouveau-nés surpassent les risques » et les Centres pour le contrôle et la prévention des maladies estiment que le personnel médical devrait informer tous les parents de garçons ainsi que tous les adolescents et hommes adultes non circoncis sur les bénéfices médicaux de la circoncision,. Ces prises de position ont été contredites par les représentants de nombreuses associations médicales (essentiellement en Europe), l'organisation suédoise estimant même que la circoncision non thérapeutique de mineurs devrait être interdite.
Généralement pratiquée sur des enfants sans motifs médicaux impérieux, la circoncision soulève en effet à travers le monde de nombreuses questions liées à l'éthique, et elle est l'objet de controverses et de débats juridiques. C'est ainsi que le Conseil de l'Europe considère les circoncisions religieuses d'enfants comme une violation de leur intégrité physique,.

## Pratique rituelle

### Histoire et historiographie

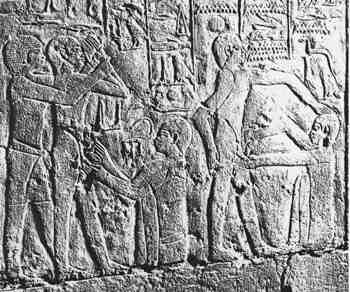
La circoncision des adultes. Bas relief de la tombe d'Ankhmahor, à Saqqarah, en Égypte antique. C'est la plus ancienne illustration connue de la circoncision (2350-2000 av. J.-C.).

Les plus anciens témoignages attestés de la circoncision remontent à l’Égypte antique, les représentations de l’ablation du prépuce sur des dessins rupestres étant sujettes à débats,,. La circoncision est donc clairement représentée sur des hiéroglyphes de tombeaux égyptiens. La circoncision est mentionnée au Ve siècle av. J.-C. par Hérodote qui l’évoque au second livre de ses Histoires et en attribue la paternité aux Égyptiens mais aussi aux Éthiopiens (nom qui, dans l'Antiquité, désignait les peuples du continent africain, au sud de l'Égypte (la région du Soudan et de l'Afrique subsaharienne), ayant une couleur de peau noire. Cette paternité est confirmée par de nombreux vestiges archéologiques, le plus ancien étant une gravure du tombeau d’Ankhmahor (6e dynastie, entre - 2300 et - 2200), à Saqqarah, qui représente une circoncision pratiquée avec un silex sur un homme debout. Dans l’Antiquité, si la circoncision était pratiquée par les Égyptiens, elle faisait horreur aux Grecs et aux Romains, qui assimilaient la perte du prépuce à une mutilation. C'est ce qui explique que les conquêtes d'Alexandre le Grand firent reculer cette pratique.
L'historien Hérodote explique la circoncision par une prescription hygiénique. Dans le monde juif, le philosophe Philon d’Alexandrie rejoint Hérodote quant aux vertus hygiéniques de la circoncision, mais s'oppose à lui quand il considère la circoncision comme une renonciation symbolique au péché de chair, tandis que le théologien Maïmonide y voit une diminution de la concupiscence et du plaisir souhaitable pour des raisons morales, ce qui se rapproche des raisons de l'excision.
Une autre interprétation religieuse fait de ce rite une forme édulcorée de sacrifice : plutôt que d’offrir son corps entier à la divinité qui lui a donné la vie, l’homme lui fait présent d’une petite partie de sa chair.

## Judaïsme
Dans le judaïsme la circoncision est un des  613 commandements de la Torah.
La pratique de la circoncision dite Brit Milah s'effectue le huitième jour à partir du jour de la naissance (Genèse, 17), sauf avis médical contraire. La circoncision peut également être pratiquée post mortem dans le cadre de la Tahara.
Dans le Talmud de Babylone (Yévamoth 64b), il est toutefois précisé que le nouveau-né est exempté si la circoncision a entraîné la mort de 2 ou 3 de ses frères ou de ses cousins,. De nos jours, des tests de coagulation de sang sont pratiqués systématiquement les jours précédents la circoncision pour éviter tout risque lié à l'hémophilie.
Après l'opération, il est procédé à une bénédiction durant laquelle l’enfant reçoit son prénom hébraïque, en lui souhaitant de grandir en juif et de transmettre un jour à son tour, son héritage.

### La circoncision dans la Torah
- La première référence biblique se trouve dans le récit d'Abraham (Genèse 17, 11) auquel Dieu prescrit de se circoncire (avec Ismaël et toute sa maison) en signe d'Alliance, alors qu'il est âgé de 99 ans. En effet, en hébreu "Brit" signifie "alliance", et "milah" signifie littéralement un "mot" mais également "circoncision". L'alliance entre Dieu et Abraham se déroula en plusieurs étapes:

1. La première est le changement de nom d'Abraham. La brit milah entraine un changement d'identité chez Abraham et donc de nom[27](Genèse 17, 4-5): « Moi-même, voici mon alliance avec toi : tu seras le père d'une multitude de nations, ton nom ne s'énoncera plus, désormais, Abram: ton nom sera Abraham, car je te fais le père d'une multitude de nations. »
2. La deuxième porte sur le contenu de l'alliance: la promesse d'une descendance nombreuse, d'une alliance éternelle et le don de la terre de Canaan à Abraham et à sa descendance (Genèse 17, 6-8): « Je te ferai fructifier prodigieusement; je ferai de toi des peuples, et des rois seront tes descendants; cette alliance, établie entre moi et entre toi et ta postérité après toi, je l'érigerai en alliance perpétuelle, étant pour toi un Dieu comme pour ta postérité après toi; et je donnerai à toi et à ta postérité la terre de tes pérégrinations, toute la terre de Canaan, comme possession éternelle; et je serai pour eux un Dieu tutélaire.. »
3. S'ensuit le commandement de la circoncision (Genèse 17, 9-14): « Toi et tes descendants, de génération en génération, vous devrez respecter mon alliance. Voici l'obligation que je vous impose et à laquelle vous vous soumettrez, toi et tes descendants: Quiconque est parmi vous de sexe masculin devra être circoncis. Votre circoncision sera le signe de l'alliance établie entre vous et moi. De génération en génération, tous vos garçons seront circoncis quand ils auront huit jours. De même pour les esclaves nés chez toi ou pour les esclaves étrangers que tu as achetés et qui ne sont donc pas membres de ton clan. Ainsi l'esclave né chez toi et celui que tu auras acheté seront circoncis, afin que mon alliance soit inscrite dans votre chair comme une alliance perpétuelle. Quant à l'homme non circoncis, il sera exclu du peuple pour n'avoir pas respecté les obligations de mon alliance ». Son fils Isaac fut le premier circoncis à huit jours, alors que son frère aîné, Ismaël avait déjà atteint l'adolescence lorsqu'il fut circoncis avec Abraham[28] (Genèse XVII, 23-26).
4. En conclusion, Dieu précise à Abraham que cette alliance se poursuivra avec Isaac et non avec Ismaël[29](Genèse 17, 20-21): « Quant à Ismaël, je t'ai exaucé : oui, je l'ai béni ; je le ferai fructifier et multiplier à l'infini; il engendra douze princes, et je le ferai devenir une grande nation ; concernant mon alliance, je l'établirai avec Isaac, que Sarah t'enfantera à pareille époque, l’année prochaine. »

- Dans le Lévitique, il est rappelé qu'après l'accouchement d'une femme, « Le huitième jour, on circoncit l'enfant »[30].

### Les raisons de la circoncision selon le judaïsme
Le rite obligatoire de la circoncision est si important dans le judaïsme que le Talmud (TB Nedarim 31b) affirme même que ce Commandement vaut tous les autres.
De nombreux rabbins ont traité dans leurs ouvrages des raisons et des fondements spirituels de cette mitzva (commandement) :
- Rabbi Akiva, sage de la michna, explique que l'acte de la Brit Mila participe au parachèvement de l'homme[31]. En effet, lors de la création de l'homme et de la femme, Dieu dit:" Créons l'homme à notre image", les commentateurs bibliques s'interrogent sur la forme pluriel du verbe "créer" utilisé dans ce verset, à priori Dieu est le seul créateur; Na'hmanide explique que cela signifie que Dieu donna le mérite à l'être humain de participer au parachèvement de sa propre création[32]. Selon le judaïsme il existe différentes voies pour compléter la création, l'une d'elles sera, selon Rabbi Akiva, la Brit Mila. C'est une des raisons pour laquelle il n'existe pas d'équivalent de la Brit Mila pour les femmes, elles sont même selon le talmud, considérées comme ayant déjà subi la circoncision[33], cela vient exprimer un degré de perfection plus grand chez les femmes[34].
- Pour le théologien Maïmonide, l’une des plus éminentes autorités rabbiniques du Moyen Âge, l'un des motifs de la circoncision est d'infliger une douleur corporelle à l'organe sexuel, de l'affaiblir et de réduire ainsi la concupiscence et parfois la volupté.

La circoncision est à mettre en parallèle avec la « circoncision du cœur » évoquée dans le Deutéronome (10:16-17 et 30, 6), chez Ezéchiel (44:7) et Jérémie (4,4…) qui représente la dimension morale et symbolique de l'Alliance.

### Galerie

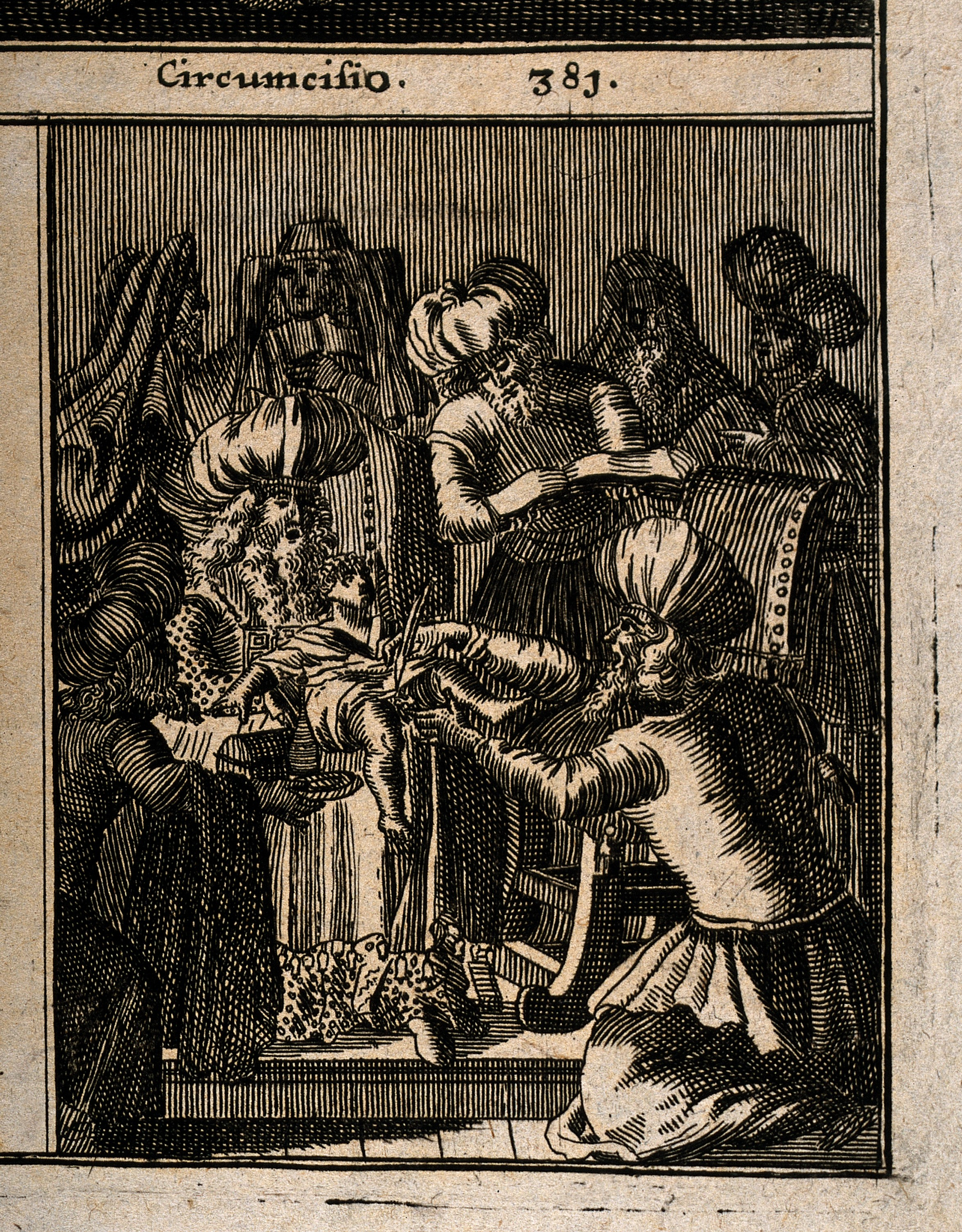
Circoncision par un mohel, 1682
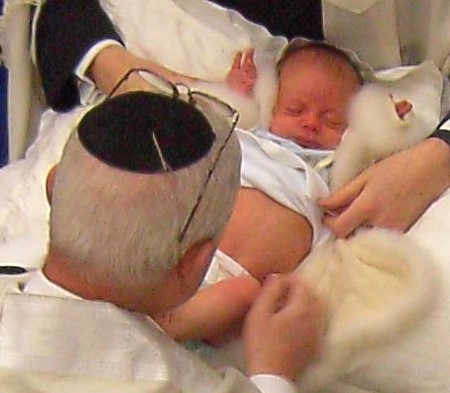
Circoncision juive ou Brit Milah.
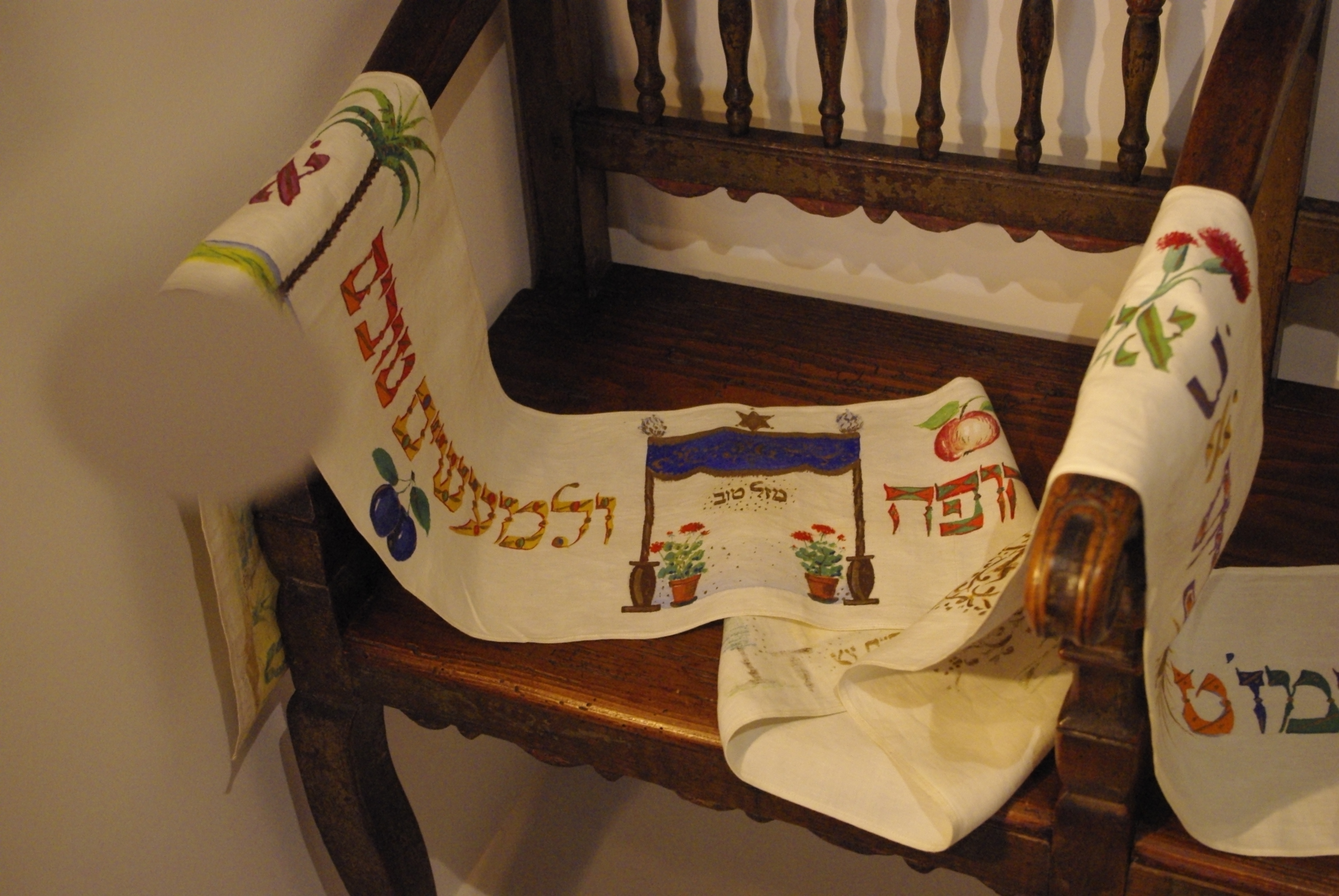
Lange de circoncision ou Mappa.
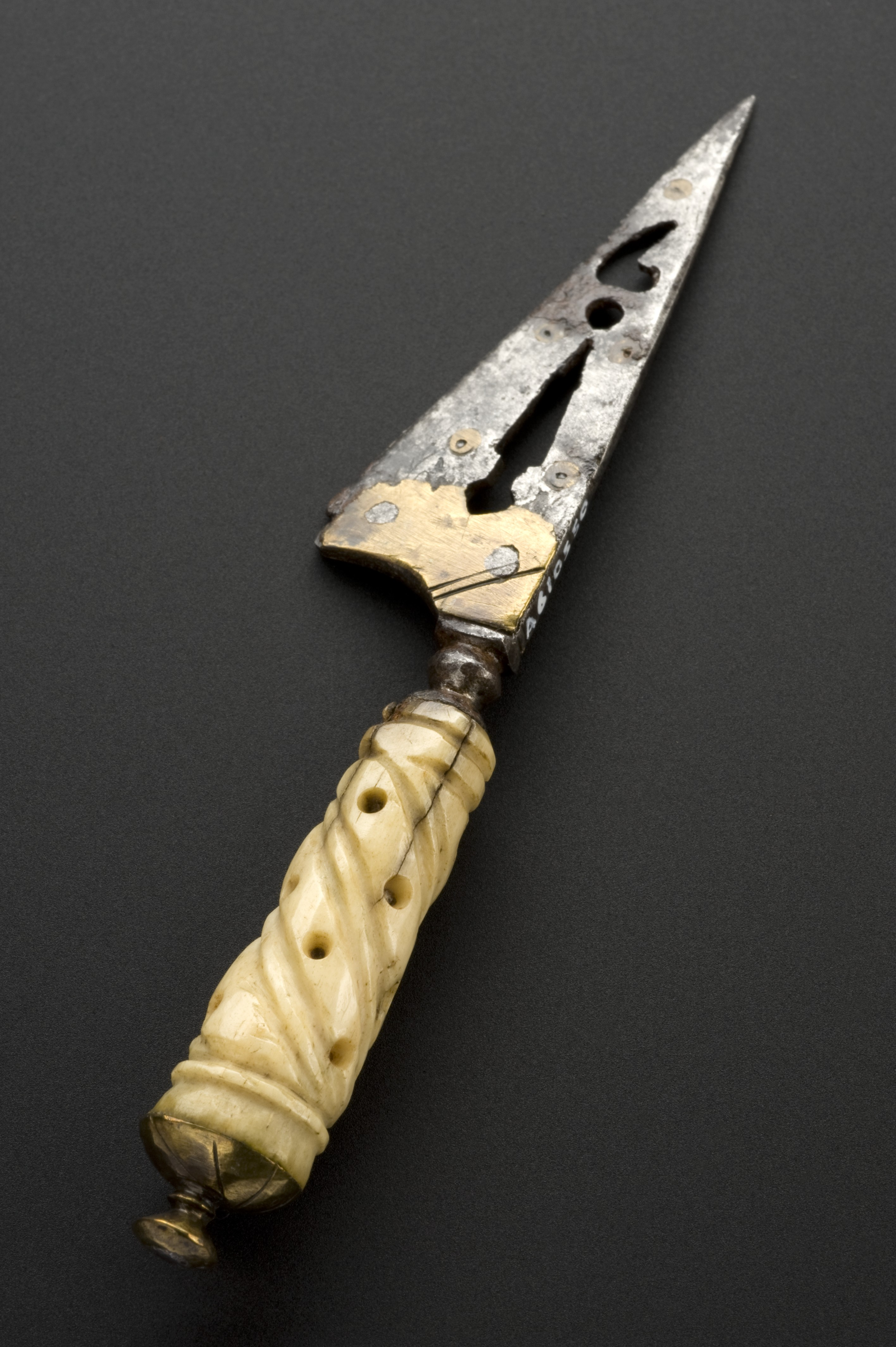
Couteau de circoncision. Europe, 1775-1785.

### Oppositions à la circoncision au sein du judaïsme
Dès 1842, les Amis de la réforme, une association du judaïsme réformé, prennent position pour l'abolition de la circoncision et son remplacement par un rite sans faire couler le sang qui concernerait aussi les filles, le théologien Abraham Geiger parlant de la circoncision comme d'un « acte sanglant et barbare » (bien que ce dernier ne soit pas en faveur de sa disparition).
Actuellement, chez les Juifs libéraux américains, il existe un mouvement qui s’oppose à la circoncision : Jews against circumcision. Ce mouvement préconise l’abandon de cette pratique et le remplacement de la Brit Milah par une nouvelle cérémonie, la Brit Shalom.

### Interdiction et répression de la circoncision
La circoncision est plusieurs fois interdite par les dirigeants non-juifs. Quand la Judée est soumise aux successeurs d’Alexandre le Grand, la circoncision est contestée par les Juifs hellénisés. La querelle tourne à l’affrontement quand le roi Antiochos IV Épiphane veut soumettre la population à une hellénisation forcée impliquant l’abandon de la circoncision. Cette tentative est, selon le premier Livre des Maccabées, une des causes de la révolte des Maccabées qui débouche sur l’avènement de la dynastie hellénisée des Hasmonéens. De même, une des causes de la seconde révolte juive vers 132-135 est l'interdiction de la circoncision.

## Christianisme

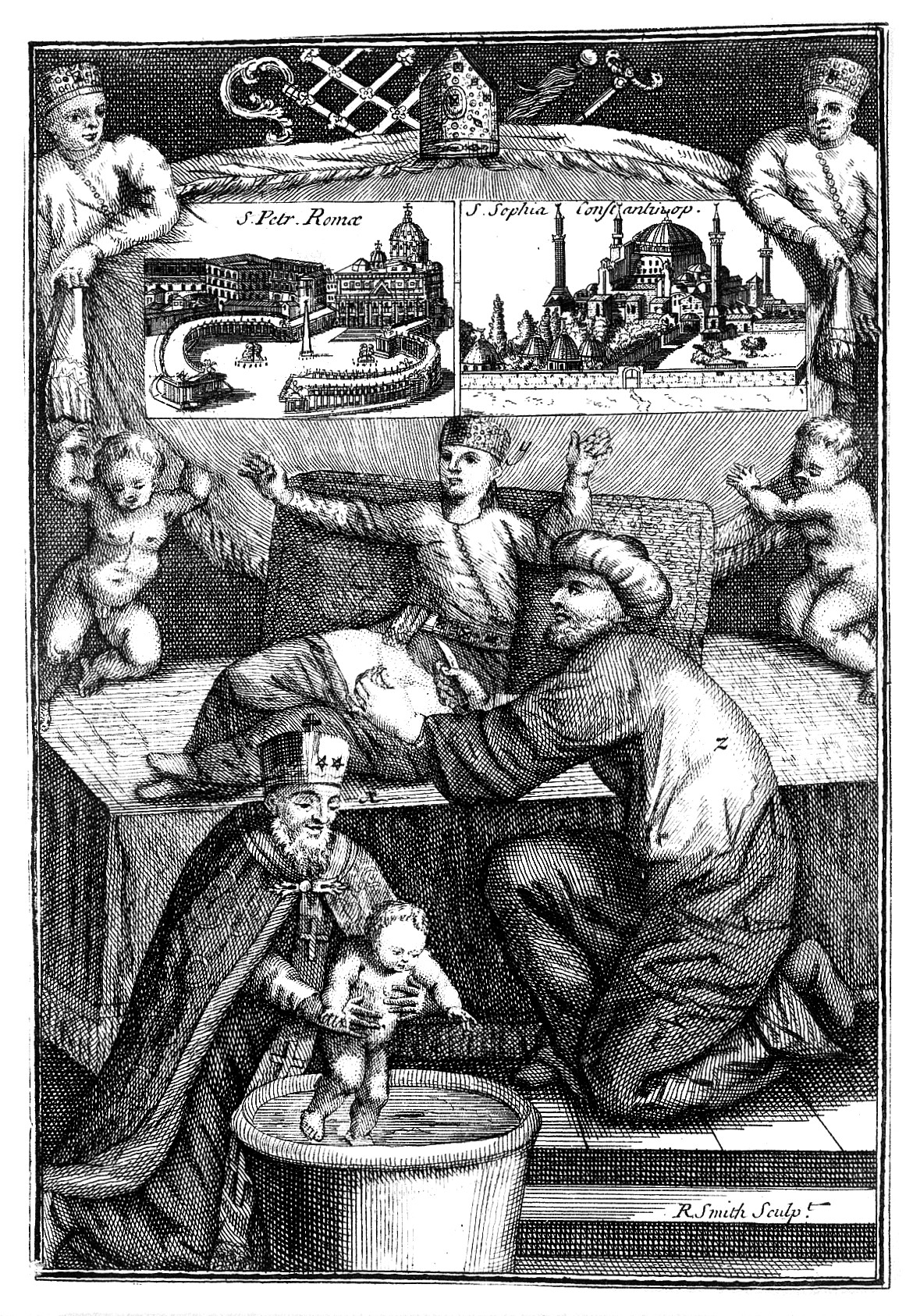
Scène de circoncision dans une famille juive, surmontée de vignettes représentant Saint-Pierre de Rome et Sainte-Sophie à Constantinople.

Dans le Nouveau Testament, un seul des quatre évangélistes évoque la circoncision de Jésus, au « huitième jour ». Il s’agit de Luc (2:21) : 

« Et lorsque furent accomplis les huit jours pour sa circoncision, il fut appelé du nom de Jésus, nom indiqué par l’ange avant sa conception. »

 Le même auteur avait évoqué précédemment (1:59) la circoncision du futur Jean le Baptiste : « Et c’est le huitième jour. Ils viennent pour circoncire le petit enfant. »
Jean (7:22) rapporte, quant à lui, l'évocation par Jésus des circoncisions opérées le jour du Shabbat : « Moïse vous a donné la circoncision — non qu'elle vienne de Moïse mais des patriarches — et, le jour du sabbat, vous la pratiquez sur un homme. »
La première génération chrétienne est confrontée à un problème difficile lorsque se convertissent en masse des personnes d’origine non juive. Après un débat animé, les non-juifs sont dispensés de la circoncision par un concile tenu à Jérusalem au milieu du Ier siècle. Cependant, même après cette date, persistent des tensions à ce sujet, comme on le voit dans les Épîtres de Paul qui continue à argumenter à l’encontre des chrétiens « judaïsants » : seule est nécessaire la « circoncision du cœur » (Romains 2, 28-29, adapté de Deutéronome 10, 16-17 et 30, 6), ou encore : « La circoncision n’est rien, et l’incirconcision n’est rien ; ce qui compte, c’est de garder les commandements de Dieu. » (1 Corinthiens, VII, 19), car il n’y a plus « ni juifs, ni païens », mais un seul corps dans le Christ Jésus. La question du lien entre circoncision et baptême est demeurée vive au fil des siècles, selon des appréciations diverses.
Dans les années qui suivirent, les communautés chrétiennes issues du judaïsme, exclues par les autorités religieuses pharisiennes au synode de Jamnia (vers 90), se fondent progressivement dans les autres communautés chrétiennes ou disparaissent. Les autorités chrétiennes en viennent progressivement à proscrire la circoncision, même dans les familles d’origine juive, parce que cette pratique est perçue alors comme un retour à une communauté qui refuse le christianisme.
Cependant, la circoncision est toujours pratiquée actuellement par les Églises coptes d’Égypte et d’Éthiopie et par bon nombre de communautés chrétiennes au Liban et au Moyen-Orient, du fait que cette pratique, commune aux populations d’alentour, n'a jamais été perçue comme un reniement du christianisme et un retour au judaïsme.
De nombreuses Églises protestantes croient, quant à elles, en la nécessité de la circoncision et la pratiquent, tandis que d'autres estiment que le baptême chrétien prend la suite de la circoncision juive et se substitue à elle.
Depuis le siècle dernier, la pratique de la circoncision n’a pas rencontré d’opposition lorsqu’elle est inspirée par des raisons culturelles et prophylactiques : par exemple en Amérique du Nord ou en Océanie, dans la population d'origine européenne jusqu'à tout récemment, chez les Africains de confessions chrétiennes y compris à l’île de Madagascar, en Océanie et en Polynésie française, ou même aux Philippines, pays asiatique à majorité catholique et en Corée du Sud où elle est aujourd'hui généralisée (voir ci-après « distribution géographique »). De même, en Polynésie, où l'injure de « taïoro », en tahitien désigne le non-circoncis.

### Circoncision de Jésus
L'Église orthodoxe célèbre la circoncision de Jésus  le 1er janvier, soit sept jours après le 25 décembre, date fixée, par convention, au IVe siècle pour la célébration de sa naissance. Il en allait de même dans l'Église catholique, où le 1er janvier était appelé « fête de la Circoncision » ou « Circoncision ».
Le « Saint Prépuce » est une relique vénérée par certains catholiques le 1er janvier. On en dénombre onze exemplaires.
La scène de la Circoncision est fréquemment représentée dans l’art à partir du Moyen Âge.

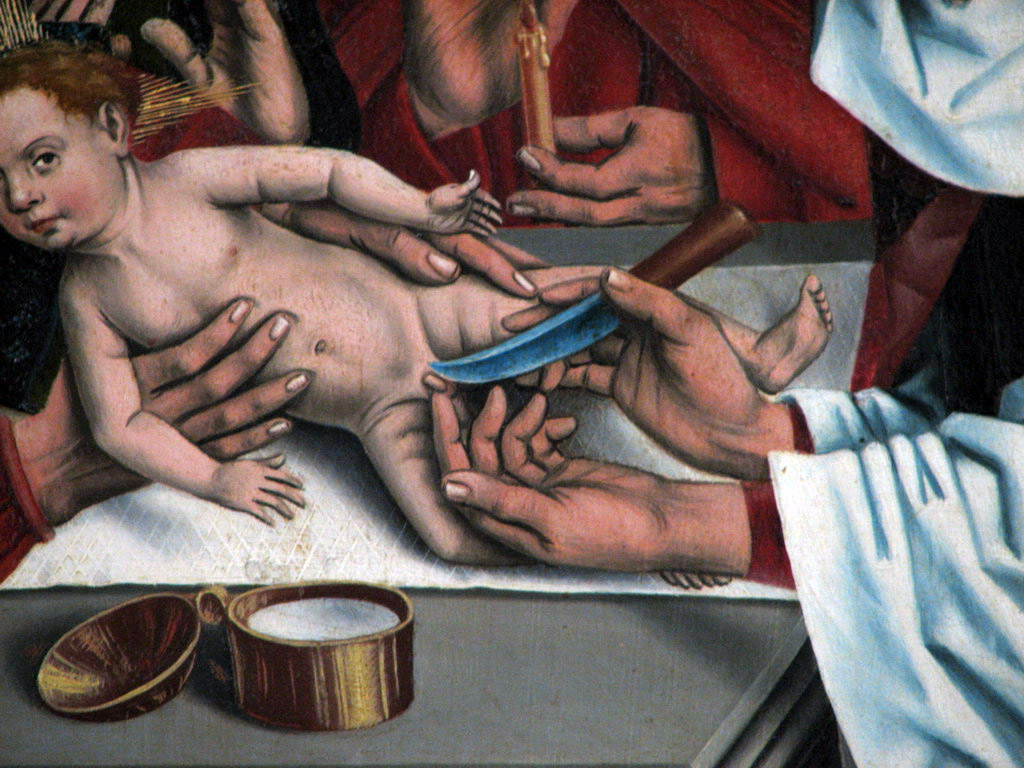
Circoncision de Jésus sur le retable des Douze Apôtres de Friedrich Herlin de Nördlingen (1466). Rothenburg ob der Tauber.
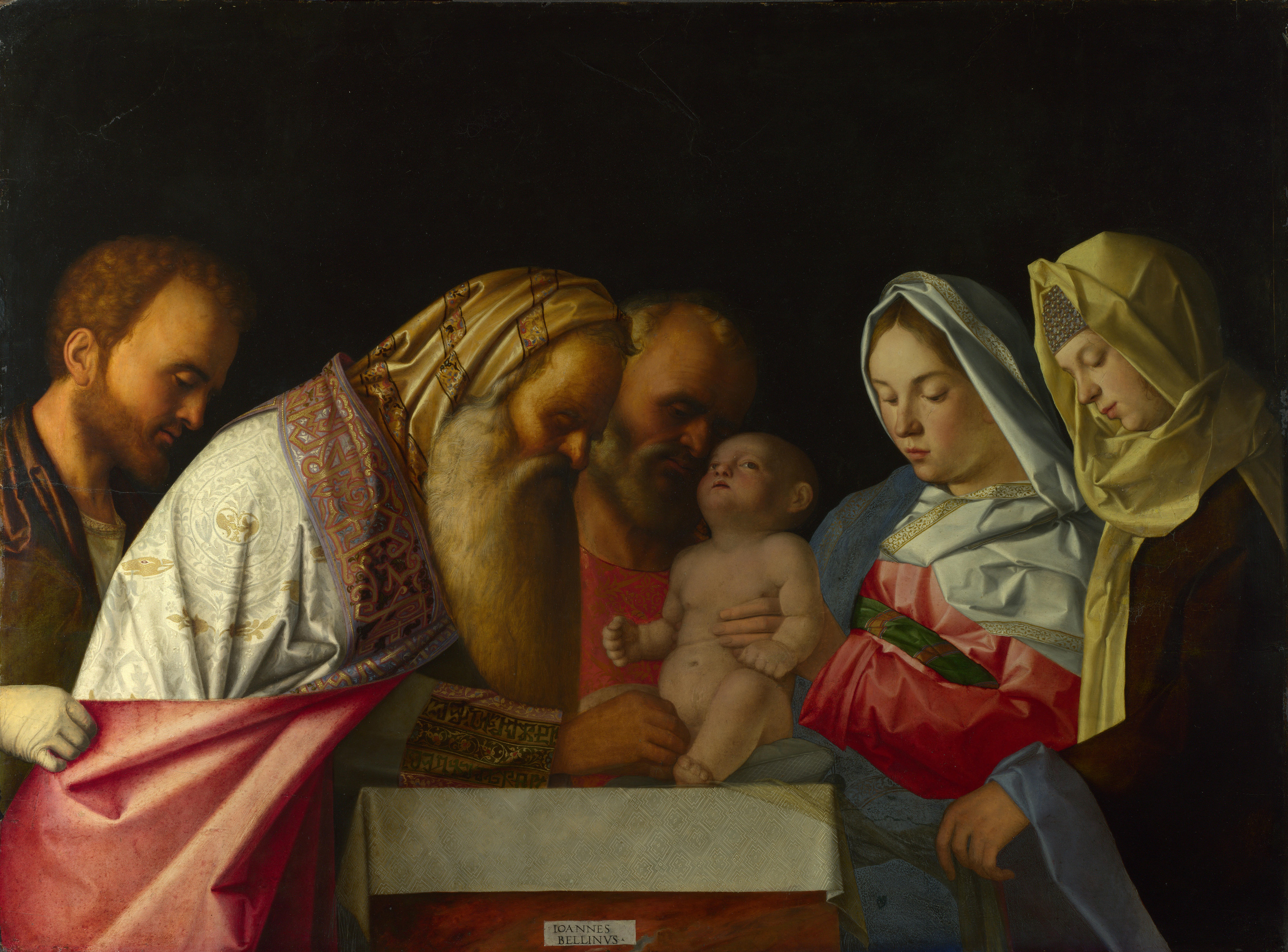
La Circoncision, atelier de G. Bellini (vers 1500)
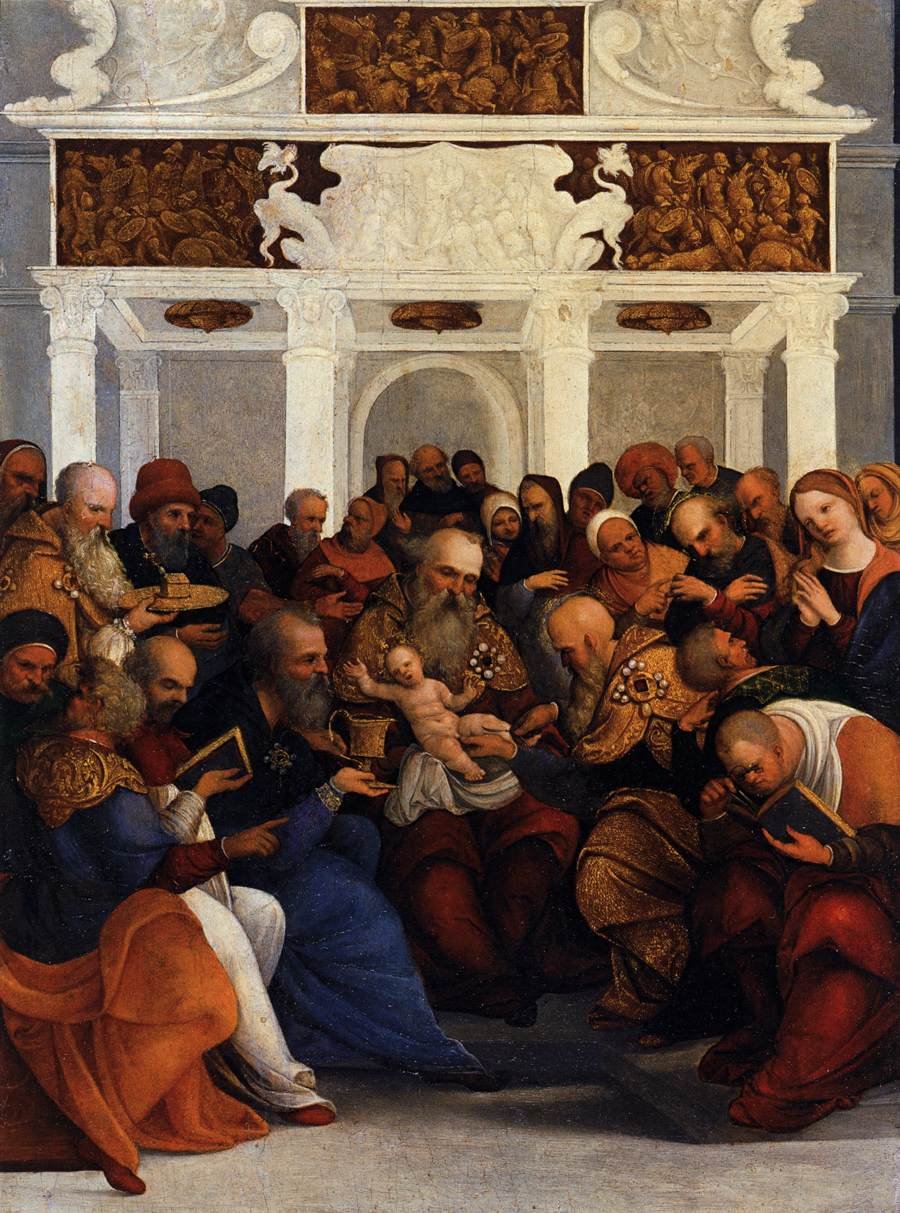
Circoncision de Jésus, panneau de Ludovico Mazzolino (vers 1520).
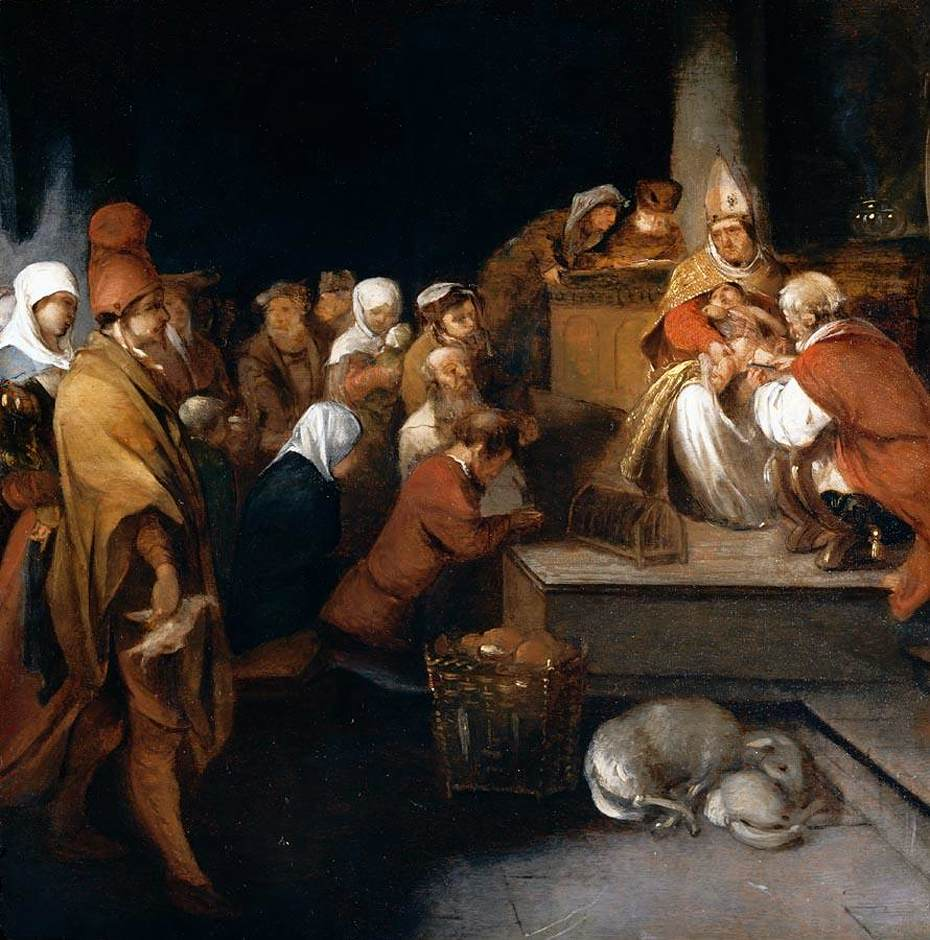
Circoncision de Jésus, peinture de Barent Fabritius (avant1673).

## Islam
Bien avant l'islam, la circoncision est déjà observée par les Arabes qui, traditionnellement, l'opèrent à l'âge auquel Ismaël est censé avoir été circoncis, dans la Bible puis le Coran, soit à 13 ans (Genèse, XVII : 10-12).
Quoiqu'elle ne soit pas mentionnée dans le Coran, la circoncision est fortement recommandée (mais pas nécessairement obligatoire) chez les musulmans qui représentent 68 % des hommes circoncis dans le monde. Elle est expressément mentionnée dans plusieurs hadiths sous le nom de khitân.
Ainsi, Mahomet aurait dit : « Abraham, l'ami du Très miséricordieux, a été circoncis à l'âge de quatre-vingts ans, à l'aide d'une binette. » Partant, les docteurs de l'islam en déduisent que la circoncision était obligatoire à tout âge, pour l'enfant né musulman comme pour l'adulte se convertissant à l'islam.
Cet avis dominant est corroboré par un autre hadith selon lequel Mahomet aurait exhorté les nouveaux convertis à l'islam en ces termes : « Débarrassez-vous des cheveux longs des païens et soyez circoncis. » (Il est à noter que les cheveux longs correspondent à l'ancienne pratique bédouine). L'âge auquel la circoncision est pratiquée varie selon les familles, les pays et les régions,. Selon certains, la circoncision devrait être effectuée le septième jour à partir de la naissance de l'enfant de sexe masculin et s'accompagner du sacrifice d'un bouc appelé 'aqîqa. C'est, en tout cas, la pratique rituelle de Mahomet pour ses petits-fils, Al-Hassan et Al-Hussein. Ce qui converge, du reste, avec l'expiration du délai torahique de huit jours.
Dans les régions rurales turques ou arabes, les circoncisions religieuses sont parfois effectuées sans anesthésie par le coiffeur ou le derviche. L'opération est alors douloureuse pour l'enfant et peut engendrer des complications,.

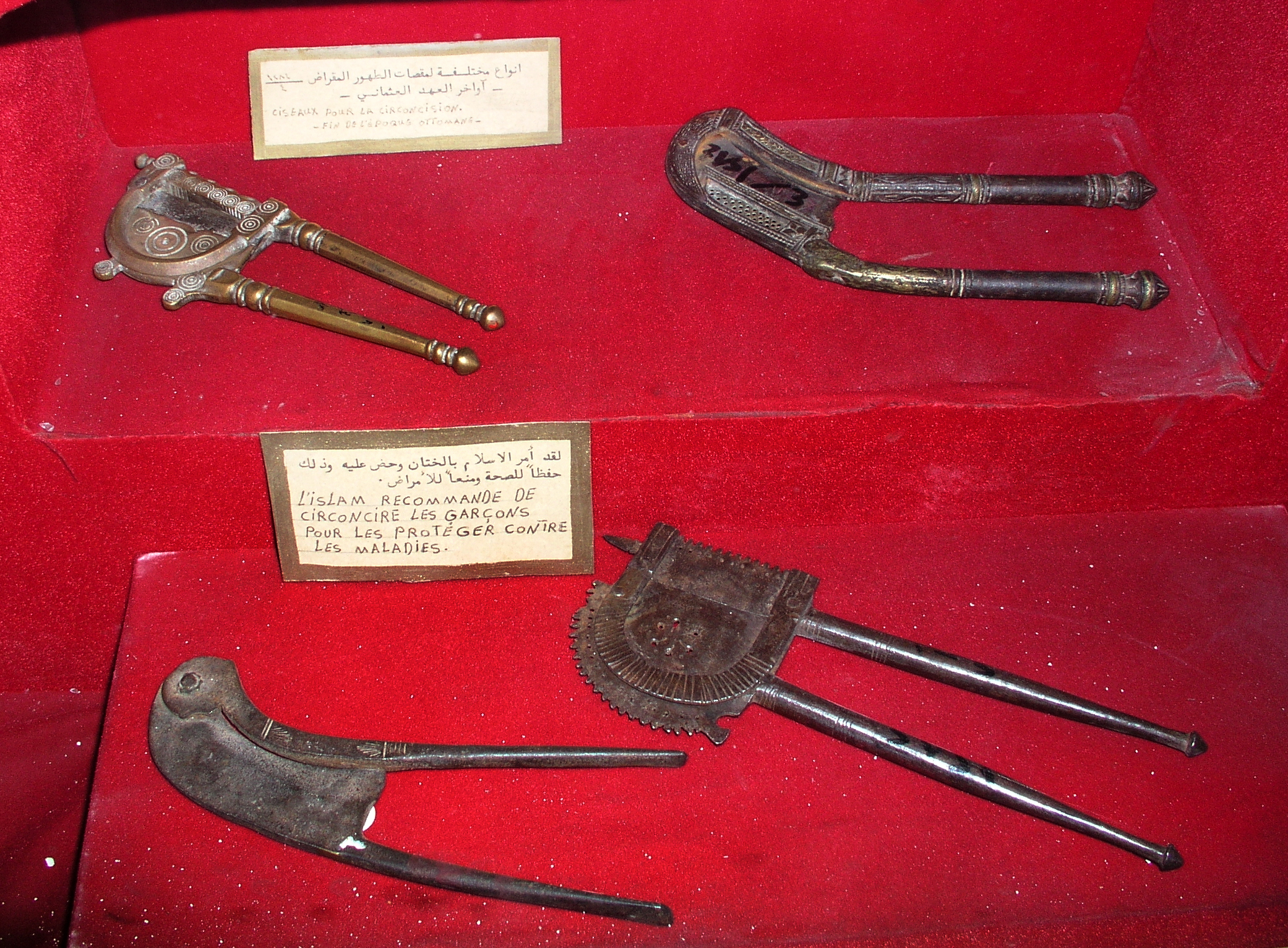
Ciseaux pour la circoncision, fin de l'époque ottomane, Nur al-Din Bimaristan, Damas.

### Afrique

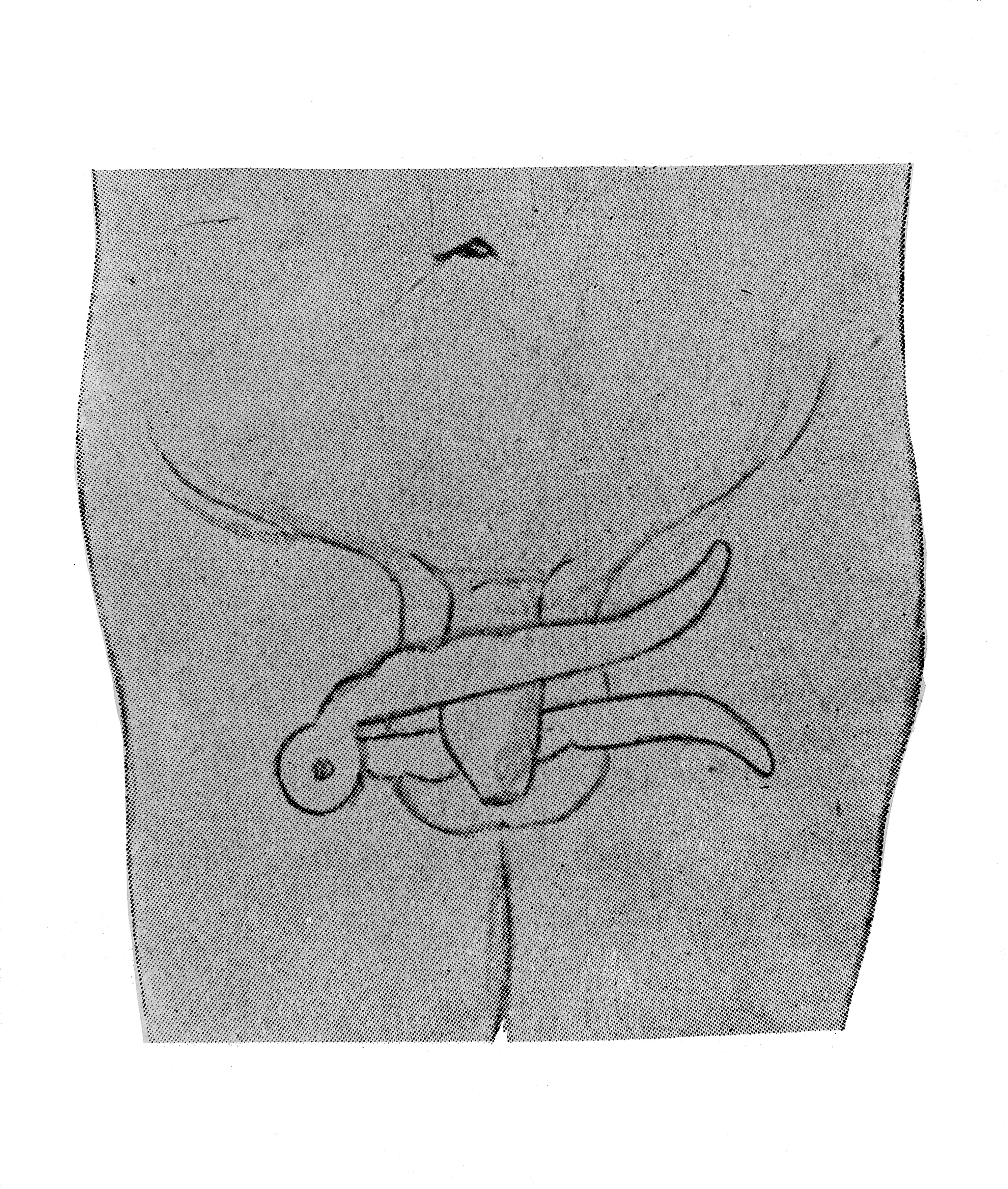
Pince utilisée lors de la circoncision Kordajan. Soudan Anglo-égyptien. La pince sert à maintenir le prépuce et exclure le gland lors de la circoncision.

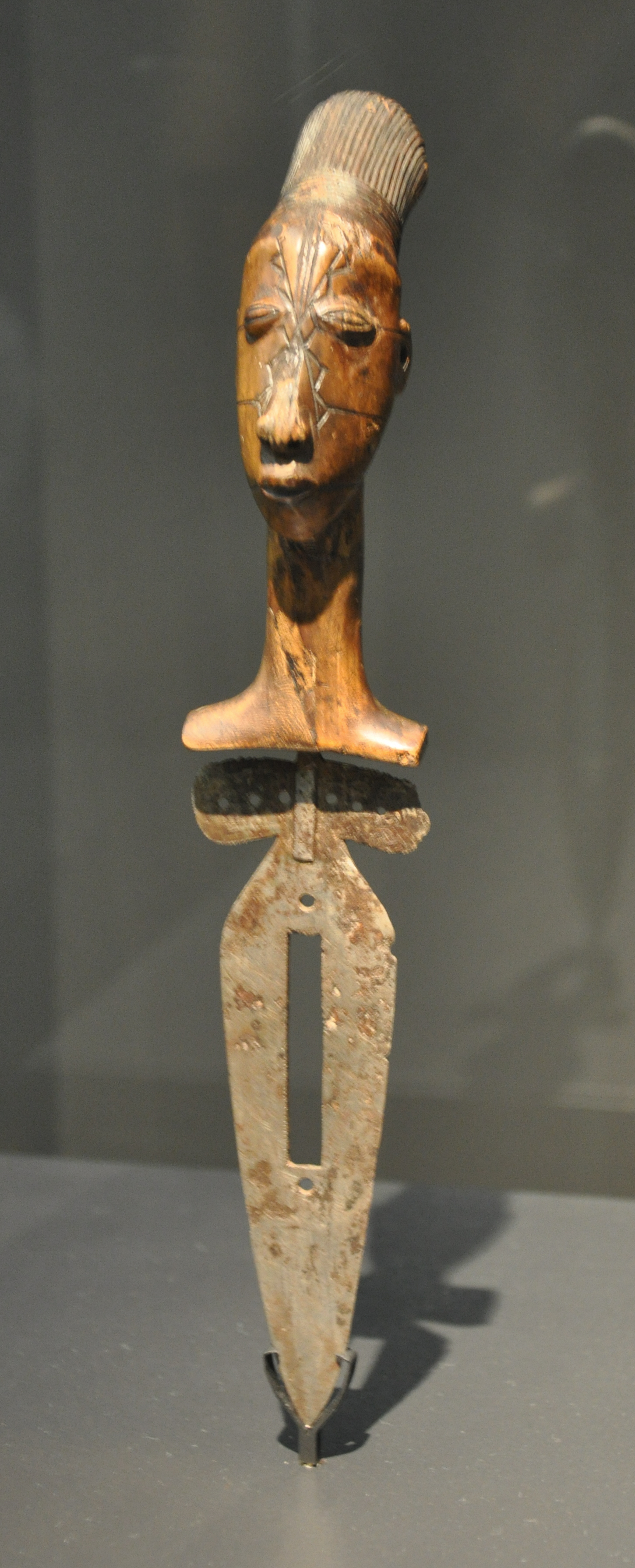
Couteau de circoncision du Congo ; bois, fer forgé ; fin XIXe siècle / début XXe siècle.

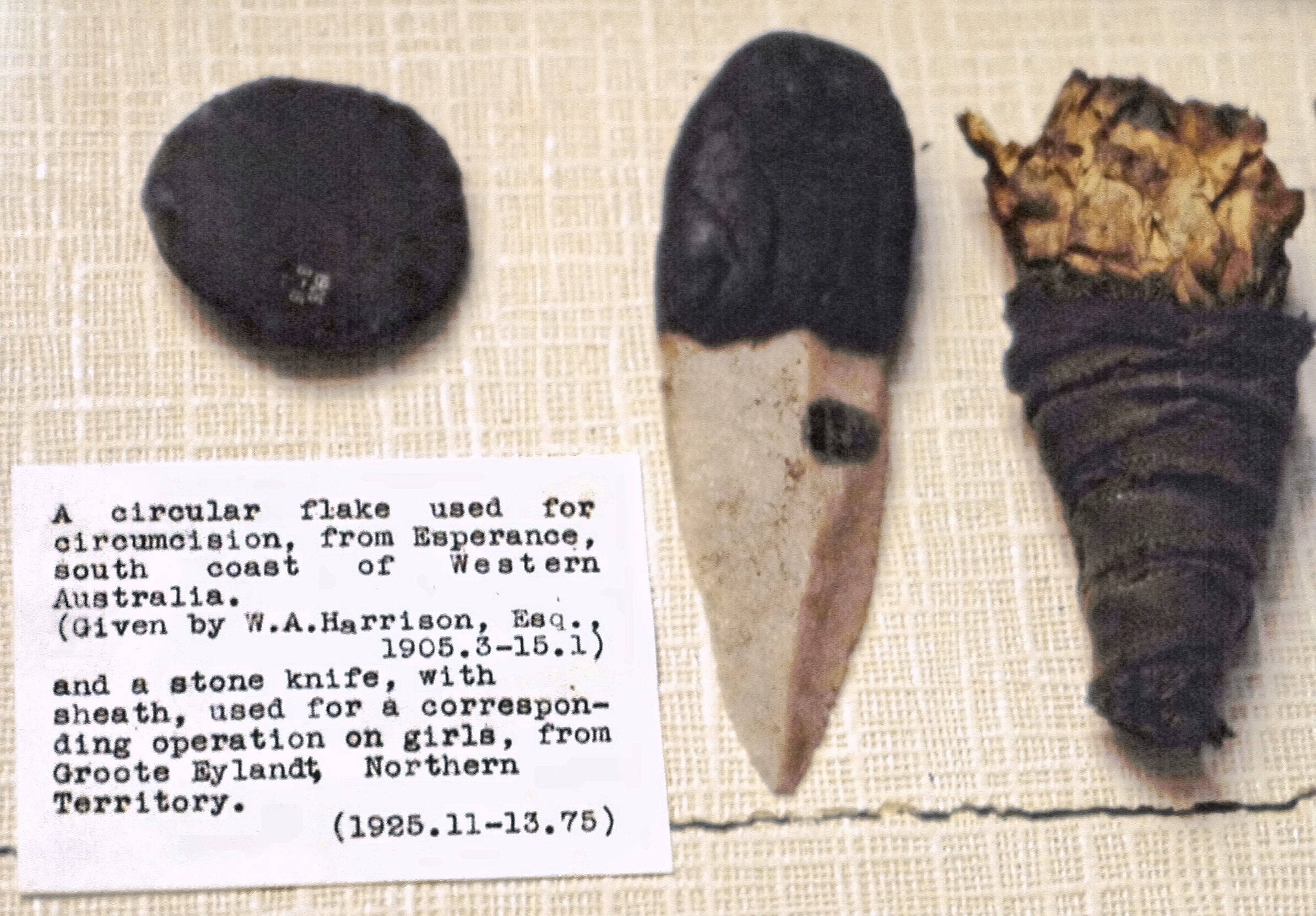
Outils en pierre ayant servi à la pratique de la circoncision et de l'excision en Australie.

En Afrique subsaharienne (Afrique de l’Ouest, Afrique centrale, Afrique de l’Est, une partie de l’Afrique du Sud et Madagascar), la circoncision est extrêmement répandue quelles que soient l’ethnie et la religion. Cependant, elle est moins courante dans certains pays d’Afrique australe (Zambie, Zimbabwe, Malawi, Botswana, Swaziland et Lesotho). Elle a subi l’attrait de la modernité et les familles des zones urbaines préfèrent largement la pratiquer, dès les premiers mois après la naissance de leurs enfants mâles, dans les services médicaux équipés à cet effet. Dans les zones rurales, la circoncision est souvent effectuée durant la petite enfance par des « circonciseurs » (tradipraticiens). Chez quelques ethnies en Afrique du Sud et de l’Est comme celles des Xhosas en République sud-africaine ou celle des Luos au Kenya, elle a conservé son caractère initiatique.
Depuis l'antiquité, la circoncision est pratiquée par les populations d'Afrique noire en tant que rite de passage pour le jeune garçon à l'âge adulte. C'est à la fois un rite et une coutume ancestrale dont la charge symbolique est de rappeler à l'initié, le nouvel homme, son rôle en tant qu’homme au sein de sa communauté, qui est de fonder une famille et de l'encadrer. Ainsi, dans le cadre traditionnel, la pratique de la circoncision est généralement accompagnée d'un rite de passage constitué essentiellement d'épreuves physiques au bout desquelles le jeune garçon peut être considéré par le reste de la communauté comme un adulte, à part entière. C'est le cas notamment chez les Ewondos, dans la région du Sud du Cameroun, en Afrique centrale. Les adolescents, pour accéder au statut d'adultes, c'est-à-dire de personnes dont les actes sont légitimés par la société, doivent subir un certain nombre de rites institutionnalisés. Parmi ces rites, il y a, entre autres, l'Esié (rite d'expiation et de purification), le Mavungu ou Mevungu (rite d'expiation réservé exclusivement aux femmes) et, bien sûr, la circoncision (rite d'initiation et de purification). Pour que la société cesse de regarder ces jeunes gens comme des enfants ou comme des irresponsables, et pour qu'on leur accorde un statut économique, conjugal et civique intégral, faisant d'eux des adultes à plein titre, ils doivent subir un stage dans la forêt sacrée. Il ne s'agit donc plus de puberté biologique, mais d'un événement social d'intégration effective dans la société des adultes, d'une période d'insertion sociale qui réclame une certaine transmutation par une retraite, un apprentissage, la transmission d'un savoir, des épreuves et une investiture. Cette retraite visait pour ainsi dire à développer le sens de l'honneur, à cultiver le courage devant la douleur préparant autrefois aux prouesses guerrières et permettant d'accéder aux cultes et à certains aliments réservés à une certaine catégorie d'adultes et de vieillards.
En Afrique du Sud, dans les provinces du Cap-Oriental et du Limpopo, chaque année, des milliers de garçons Xhosa sont initiés. Et chaque année, le rite fait des victimes. En 2012, 42 garçons du peuple Xhosa sont morts de déshydratation ou de septicémie ou d'arrêt cardiaque ou d'hémorragie à la suite d'un rituel traditionnel de circoncision nommé Ukwaluka et qui impose aux adolescents une période initiatique où ils n'ont qu'un minimum de sommeil, de nourriture et d'eau, cinq initiés ont été amputés du pénis et 300 autres ont été hospitalisés pour leurs blessures, rapporte le média sud-africain Mail & Guardian. En 2013, l’ukwaluka faisait 30 victimes selon les autorités locales. En 2015, sur les 40 000 jeunes initiés, le porte-parole du ministère de la Santé de Cap oriental Sizwe Kupelo déclarait à l’AFP : « Quatorze adolescents sont morts et 141 ont été transférés dans divers hôpitaux ». Tous souffraient « de déshydratation, de blessures, de pneumonie, de gangrènes ou d’une infection du pénis » et neuf d’entre eux étaient en attente d’une greffe du pénis. Presque tous ces cas sont dus à la négligence de « chirurgiens » traditionnels. Les cas de septicémie ou d'hémorragie sont aussi dus à des circoncisions non professionnelles,. Entre 2006 et 2018, 800 adolescents et adultes ont vu leur pénis amputé à la suite d'une circoncision rituelle bâclée en Afrique du Sud. Chez les Xhosas, les hommes non circoncis peuvent subir des formes extrêmes de punition. De nombreuses voix s'élèvent pour encadrer ce rituel xhosa et le médicaliser, alors le gouvernement sud-africain a élaboré un vaste plan de circoncision soutenu par l’OMS pour lutter contre la propagation de l'épidémie du sida, et que les Zoulous, un autre peuple du pays, souhaitent rétablir ce rite traditionnel.

### Océanie et Pacifique
La circoncision est également pratiquée par plusieurs peuples océaniens, dont certains Aborigènes, où elle est une coutume ancestrale qui existait déjà avant l’arrivée des missionnaires européens. Elle se perpétue encore comme un rite qui garantit l’appartenance à la communauté polynésienne. Elle se pratique entre 12 et 16 ans généralement et elle est célébrée par toute la famille comme étant le passage de l’enfance à l’âge adulte. Toutes les cultures polynésiennes la pratiquent, à l’exception des Māori de Nouvelle-Zélande, qui ont abandonné ce rite d’initiation ancestral, quelques générations après leur arrivée sur cet archipel situé en dehors de la Polynésie tropicale.
Par suite de l'augmentation de la couverture hospitalière en Océanie à la fin du XXe siècle, l'opération se pratique principalement dans les hôpitaux sous anesthésie locale ou générale, notamment dans les communautés polynésiennes installées en Nouvelle-Zélande, en Nouvelle-Calédonie, à Hawaï, en Europe et aux États-Unis. Il existe encore des pratiques de circoncision « artisanale » dans certaines familles. Le prépuce est coupé avec une lame de rasoir ou encore un morceau de bambou taillé. L'opération, dite teheraa en tahitien, est une supra incision : l'incision se fait longitudinalement sur la partie supérieure du prépuce, et il n'y a pas d'ablation de peau. La cérémonie se fait à l’aube sur une plage, le plus souvent durant les vacances scolaires de décembre à février. Un groupe d’adolescents se fait accompagner par leurs oncles maternels et les anciens du village. Après que le maître de circoncision a procédé à l’opération, les jeunes doivent se rendre immédiatement dans l’eau de mer pour se soigner. Les risques d’hémorragies et d’infections sont limités mais existants. Pendant les deux ou trois semaines qui suivent, ce groupe de jeunes hommes se rend chaque jour en fin de journée dans la mer pour un bain thérapeutique. La mer est censée soigner la plaie. Ils sont souvent l’objet de plaisanteries de la part des adultes et des jeunes filles qui les croisent en chemin ou sur la plage. Une fois guéris et fêtés dans leurs familles respectives, ces adolescents reçoivent plus de considération et sont admis dans les cercles des jeunes hommes à marier. Ils peuvent, à partir de leur circoncision, avoir leurs premières aventures,.

## Risques et questions d'éthique
Les risques de complications ainsi que les problèmes liés à l'éthique et au droit à l'intégrité physique sont l'objet de controverses et de débats juridiques à travers le monde. C'est ainsi que le Conseil de l'Europe considère les circoncisions religieuses d'enfants comme une violation de leur intégrité physique et « demande à définir clairement les conditions médicales, sanitaires et autres à respecter s’agissant des pratiques qui sont aujourd’hui largement répandues dans certaines communautés religieuses, telles que la circoncision médicalement non justifiée des jeunes garçons ».
L'Association Française d'Urologie indique que « les professionnels de santé doivent garantir aux enfants la meilleure prise en charge médicale possible dans le but d’éviter les complications et assurer une bonne gestion de la douleur. Devant une demande de circoncision rituelle, les urologues se retrouvent ainsi dans une position centrale, inconfortable pour certains, les interrogeant sur son sens éthique. Avant que ne s’engage un possible débat sociétal, l’écueil principal, pour le chirurgien est le respect de l’autonomie de l’enfant ».
Dans certains cas, les circoncisions peuvent entraîner des séquelles graves allant jusqu’à l’amputation du pénis et peuvent entraîner la mort notamment quand elle est pratiquée hors contexte médical et dans des conditions d'hygiène douteuses,,,. La circoncision requiert ainsi systématiquement des conditions incontournables d'hygiène et d'asepsie, ainsi qu'une prise en charge de la douleur adaptée, y compris lors des pratiques rituelles,.

## Pratique médicale

### Traitement des phimosis, des paraphimosis et de maladies urinaires

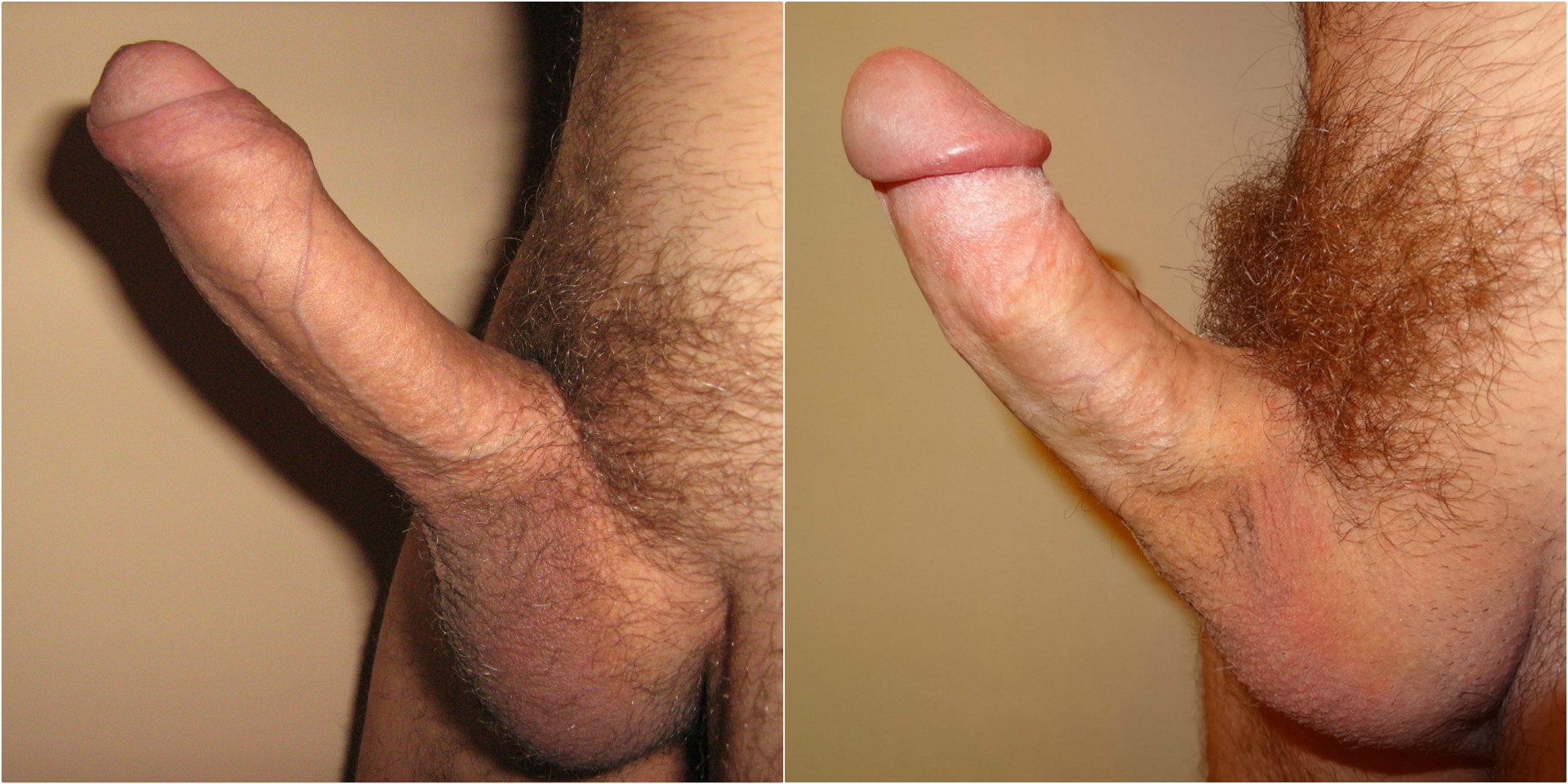
Pénis en érection avant et après la circoncision.

La circoncision peut être effectuée pour des raisons thérapeutiques, notamment dans le traitement des phimosis et des paraphimosis ; elle est alors appelée « posthectomie ».
Le phimosis est l’incapacité de rétraction du prépuce derrière le gland du pénis. La paraphimosis est l’état où le prépuce est bloqué derrière le gland et ne peut pas revenir à sa position normale à l’état de flaccidité. Ces deux cas sont dus à un anneau prépucial trop petit. Du fait de la suppression du prépuce, la circoncision permet de remédier à ces deux affections. Toutefois, elle n'est pas l'unique traitement, la plastie de Duhamel permet en effet de corriger les cas peu graves de phimosis et de paraphimosis sans procéder à l'ablation du prépuce. Elle est également indiquée dans le traitement de la balanoposthitis qu'elle soit réfractaire ou chronique, et des infections des voies urinaires (IVU) récurrentes,.

### Prophylaxie

#### VIH
Les conclusions de trois études,, en essai controlé randomisé mais aujourd'hui largement controversées ont encouragé l'OMS a mener une campagne de circoncision de grande ampleur comme une stratégie de prévention de la transmission du VIH. Depuis lors, de nombreuses études supplémentaires ont été menées dont les résultats n'indiquent aucune protection substantielle contre le VIH,,,, voire une augmentation du risque chez certains sujets circoncis de par les modifications socio-comportementales induites par la croyance que la circoncision les empêcherait d'être infectés,.
Selon les trois études sur lesquelles s'est appuyé l'OMS, la circoncision permettrait de réduire la propagation du VIH de 38 % à 66 % lors des rapports vaginaux pour le partenaire masculin, l'hypothèse de cette réduction des risques d'infections étant avancée dès 1986,, puis confirmée au cours des années 2000 par trois essais contrôlés randomisés,,,.
Ces trois essais contrôlés randomisés,,, ont conclu que la circoncision réduirait de 51 % à 61 % le risque de transmission hétérosexuelle du VIH lors des rapports vaginaux pour le partenaire masculin, et que le degré d'efficacité de la circoncision contre l'infection par le VIH est « équivalent à ce qu'aurait permis un vaccin d'une grande efficacité ». Se fondant sur ces études, l’OMS et ONUSIDA ont indiqué en mars 2007 que la circoncision médicale est une stratégie additionnelle dans la lutte contre l’épidémie de sida dans les zones qui connaissent une épidémie généralisée du virus (prévalence supérieure à 3 %) et où sa transmission est essentiellement hétérosexuelle. Les organisations onusiennes ont ainsi publié des recommandations pour intégrer la circoncision dans leur programme de mesures de prévention du sida pour les hommes informés et volontaires ainsi que pour les mineurs suffisamment matures pour prendre une décision libre et renseignée, ou avec le consentement de leurs parents s'ils ne sont pas en âge de donner leur assentiment.
En juillet 2010, l’OMS affichait l’objectif d’étendre la circoncision à 80 % des hommes et des nouveau-nés de l’Est et du Sud de l’Afrique. En 2013, l'ONUSIDA et l'OMS indiquaient que 3,2 millions d'hommes d’africains ont été circoncis dans le cadre de services spécifiques et que 20 millions d'hommes devraient l'être d'ici 2015. En 2018, près de 19 millions d'hommes africains ont été circoncis afin de prévenir la contamination par le VIH.
Hors des zones africaine à haute prévalence, des pays comme la Chine ou la République dominicaine ont indiqué vouloir implanter des programmes de promotion de la circoncision,. Différentes études d'acceptabilité de la procédure ont été conduites dans ce cadre,,. L'utilisation de la circoncision comme moyen de réduction des risques dans les pays développés est variable suivant les pays. Aux États-Unis, l’Académie américaine de pédiatrie et les Centres pour le contrôle et la prévention des maladies estiment que la prévention du sida par la circoncision est incluse dans les avantages liés à l'opération,,. La circoncision est également recommandée pour la prévention du SIDA par l'International Antiviral Society-USA pour tous les hommes hétérosexuels sexuellement actifs et il est recommandé que cela soit discuté avec les homosexuels qui se livrent à des relations sexuelles anales principalement insertives avec d'autres hommes, en particulier dans les régions où le VIH est courant. À l'inverse, en France, le Conseil national du sida français estime que la circoncision est « une modalité discutable de réduction des risques de transmission du VIH » qui n'est « pas applicable dans les pays du Nord ».
Dans ou hors des zones à haute prévalence de l'épidémie, la circoncision masculine ne saurait remplacer le port du préservatif. À cet égard, une consultation technique de l'OMS et de l'ONUSIDA indique que « la circoncision ne confère qu’une protection partielle » et qu'il convient de préconiser pour les hommes circoncis « l’utilisation correcte et régulière des préservatifs masculins et féminins, comme pour les hommes non circoncis ».
En 2018, une étude menée auprès de 2 345 Sud-Africains âgés a montré que dans cet échantillon, les hommes circoncis ont une prévalence du VIH supérieure à celle des hommes non circoncis, les auteurs questionnant l'efficacité de ce mode de prévention sur ce groupe d'âge,.

#### Papillomavirus, herpes simplex virus, syphilis et chancre mou
Selon certaines études, la circoncision serait un moyen de prévention des infections à herpes simplex virus virus de type 2 (HSV-2) et à papillomavirus (HPV) lors des rapports hétérosexuels. Elle n'est cependant pas associée à un moyen de réduction des risques de transmission de la syphilis. Selon une méta-analyse publiée en 2006, les hommes circoncis ont moins de risque de contracter la syphilis et le chancre mou,.

#### Cancer du col utérin
Selon certaines études, elle limiterait les risques d'infections à papillomavirus (HPV) chez l'homme ; la circoncision réduit celui du cancer du col utérin chez leur partenaire (les papillomavirus humains jouent un rôle épidémiologique majeur dans cette maladie). Ainsi, une étude estime que la généralisation de la circoncision dans le monde permettrait de réduire de 20 à 40 % la prévalence du cancer du col utérin.

#### Infections urinaires
Des études de cohorte et de cas-témoins plus anciennes ont montré que la circoncision permettait de réduire le taux d’infections urinaires à 0,1 %. Toutefois, il faudrait réaliser entre 111 et 195 circoncisions pour prévenir un cas d'infection urinaire, et cela au prix d'un nombre de complications plus élevé. Selon une analyse Cochrane plus récente, il n’existe pas d’étude randomisée valide qui puisse démontrer que la circoncision réduirait le taux d’infections urinaires voire il existe des indications selon lesquelles la circoncision rituelle précoce augmente le nombre d’infections.

#### Cancers du pénis et de la prostate
La forme invasive du cancer du pénis est une maladie dévastatrice affectant presque exclusivement les hommes non circoncis, et dont les « principaux facteurs étiologiques sont le phimosis, la balanite et les types à haut risque de virus du papillome humain (VPH) ». Selon l'Académie américaine de pédiatrie, les hommes non circoncis et ne souffrant pas de phimosis ont un risque moins élevé d'être touchés par le cancer du pénis. C'est le fait de souffrir d'un phimosis qui augmente le risque de cancer du pénis et non le fait de ne pas être circoncis.
Selon certaines études, la circoncision permettrait l'élimination des sécrétions (smegma) qui s'accumulent entre le gland et le prépuce chez les hommes qui ne se lavent pas régulièrement ou correctement le pénis, ce qui amène l'American Cancer Society à affirmer en 2005 que « les hommes qui sont circoncis dans l'enfance ont un taux plus faible de cancer du pénis ». L'année suivante, l'American Cancer Society tempère son propos et estime que d’autres facteurs doivent être pris en compte (population pratiquant et ne pratiquant pas la circoncision auraient un taux de risque différent même si on met de côté la circoncision, non prise en compte de l’hygiène intime des sondés). En outre, une étude menée par Wallerstein montre que la circoncision n’a aucune influence sur le cancer du pénis, car les risques de développer ce cancer au Japon, en Norvège ou en Suède (des pays développés où le taux de circoncision est faible) sont les mêmes (1 sur 100 000 par an) qu’aux États-Unis (pays développé où la majorité des hommes sont circoncis).
Ces chiffres sont cependant à mettre en perspective avec le fait qu'Israël, avec un taux de circoncision très élevée, a le taux de cancer du pénis le plus faible au monde (0,1 cas pour 100 000),,. Par ailleurs, le cancer du pénis est un cancer extrêmement rare ne représentant que 0,4 % des cas de cancers chez l'homme. Il faudrait ainsi, circoncire plusieurs dizaines de milliers d'hommes pour prévenir un seul cas de cancer du pénis, et ce au prix de complications plus nombreuses.
En 2014, une étude menée par l'Université de Montréal indique que, pratiquée après 35 ans, la circoncision diminue par deux le risque de cancer de la prostate. Deux ans plus tôt, une autre étude concluait que « la circoncision avant la première relation sexuelle a été associée à une réduction de 15 % du risque de cancer de la prostate par rapport à celui des hommes non circoncis ». Les chercheurs estiment que si les données « ne prouvent pas la causalité », elle la renforce.

### Chirurgies et conséquences

#### Techniques opératoires

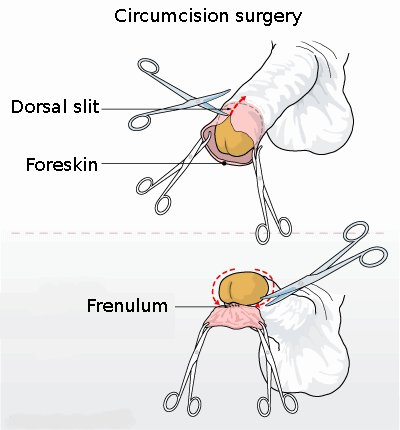
Chirurgie de la circoncision. Gestes opératoires.

La circoncision est appelée « posthectomie » quand il y a une indication médicale.
L’acte chirurgical nécessite une hospitalisation de jour (ambulatoire), c’est-à-dire le patient rentre et sort de l’hôpital le même jour.
Une anesthésie locale ou générale est pratiquée et le chirurgien peut utiliser différentes techniques afin de supprimer le prépuce (méthode « traditionnelle », Gomco (en), Mogen, PlastiBell (en), forceps, etc.).
La technique de la « posthectomie » comporte pour l'essentiel quatre étapes :
1. Traction
2. Section cutanée et muqueuse
3. Recoupe de la muqueuse
4. Suture cutanéo-muqueuse[119].

Les techniques où la peau est écrasée par un clamp (Gomco (en), Mogen, etc.) durant un certain temps peuvent laisser une cicatrice de couleur plus foncée. Chez les jeunes garçons, il n'y a généralement pas de points de suture. Dans le cas de la circoncision d’un adulte, une période d’abstinence totale (y compris la masturbation) de trois à six semaines doit être observée.

#### Types de circoncision

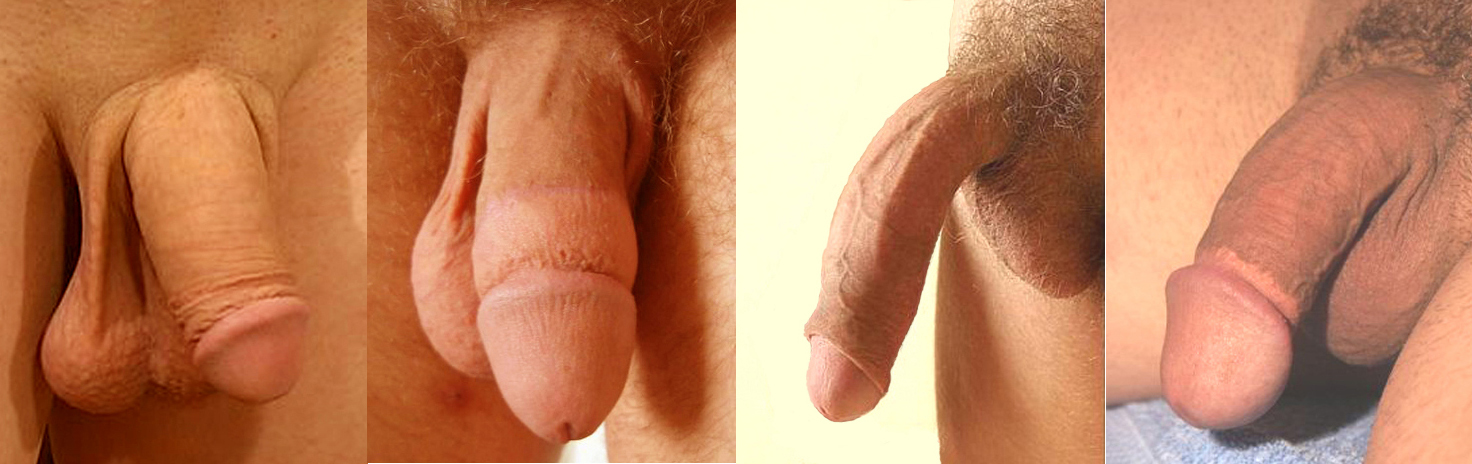
Différents types de circoncisions, de gauche à droite : « haute et lâche », « haute et serrée », « basse et lâche » et « basse et serrée ».

Il existe plusieurs types de circoncisions. Tout d’abord, l’ablation du prépuce peut être partielle, dans ce cas le gland n’est pas découvert de manière permanente. En outre, si l’ablation est totale, différents types de circoncisions peuvent être esquissés ; ils correspondent à la proportion de peau et de muqueuse du prépuce qui est supprimée et à la situation de la cicatrice sur la hampe du pénis. Ainsi, si beaucoup de tissus sont excisés, la circoncision est serrée (tight en anglais), à l’inverse si une proportion variable de peau est préservée, la circoncision est lâche (loose en anglais).
Ensuite, la circoncision est soit basse (low en anglais), soit haute (high en anglais). Quand elle est basse, la cicatrice est proche de la couronne du gland et le chirurgien a enlevé plus de muqueuse que de peau. À l’inverse, quand la circoncision est haute, la cicatrice est située sur la hampe du pénis et le chirurgien a enlevé plus de peau que de muqueuse. Ainsi, en fonction de ces caractéristiques, quatre combinaisons sont possibles. Elles correspondent alors à quatre types de circoncisions. De plus, il est à noter que dans tous les cas, le frein du gland peut être maintenu ou excisé (il peut également se déchirer durant l’intervention).
En France, les circoncisions médicales sont basses et lâches et un reste de frein de quelques millimètres est généralement préservé. La cicatrice y est peu visible, dans la mesure où la peau retombe sur le gland au repos, et il reste suffisamment de peau afin de maintenir une forme de coulissement du pénis. En outre, la majeure partie de la muqueuse du prépuce est enlevée, ce qui prive le pénis d'une zone fortement sensible et érogène. À l’inverse, outre-Atlantique, les circoncisions sont hautes et serrées. Cela peut induire une cicatrice visible et une différence de pigmentation entre la muqueuse, ici conservée, et la peau de la hampe du pénis, d'où un pénis qui peut être « bicolore ». Lorsque la quantité de peau enlevée est encore supérieure, la circoncision est dite super serrée ; la hampe de la verge perd à ce moment toute sa mobilité car la peau est tendue en permanence. Cette dernière variante initialement très réputée dans le milieu porno a tendance à être de plus en plus réclamée lors d'une circoncision volontaire à visée esthétique.
Enfin, il existe un dernier type de circoncision : la fente dorsale ou superincision. Cette dernière correspond à une seule incision sur la longueur supérieure du prépuce, exposant le gland sans enlever tous les tissus. C’est une pratique très ancienne, certains auteurs affirment d’ailleurs que la fente dorsale était le type de circoncision pratiqué dans l'Égypte antique. Aujourd’hui, elle est courante chez les peuples autochtones du Pacifique, de Hawaï aux Philippines.

#### Hygiène
L'association de la circoncision à une meilleure hygiène est invoquée depuis l'Antiquité, Hérodote rapportant au Ve siècle av. J.-C. dans le second livre de ses Histoires que les prêtres d'Égypte se circoncisaient par mesure d'hygiène. Cette idée antique a perduré jusqu'à nos jours, provoquant un débat sur son fondement scientifique, l'Académie américaine de pédiatrie soulignant que « la circoncision a été suggérée comme une méthode efficace pour maintenir l'hygiène du pénis depuis l'époque des dynasties égyptiennes, mais il existe peu de preuves pour affirmer le lien entre le statut de circoncision et une hygiène optimale du pénis ».
Ainsi, si en 2010 la Royal Dutch Medical Association affirmait « qu'il n'existe aucune preuve convaincante que la circoncision est utile ou nécessaire sur le plan de la prévention ou de l'hygiène. », pour l'OMS l'« l’hygiène du pénis est plus facile pour les hommes circoncis. Les sécrétions ont tendance à s’accumuler entre le gland et le prépuce, ce qui oblige les hommes non circoncis à décalotter le gland pour nettoyer régulièrement le prépuce ». Une obligation, ou plutôt la marque d'une hygiène régulière puisqu'il suffit d'un peu d'eau pour effectuer cette toilette, ce qui peut poser un problème dans les régions du monde où l'eau est rare. « La circoncision empêche la production du smegma secrété par les glandes sébacées situées sur la surface interne du prépuce et qui sert à nettoyer et lubrifier le gland. »

#### Sexualité
Les effets de la circoncision sur la sexualité font l'objet de vifs débats, des études concluant à une dégradation du plaisir chez l'homme circoncis, d'autres à une amélioration, tandis que d'autres à une absence de différence significative.
Une étude publiée en 2013 dans le Journal of Sexual Medecine de 2013, qui a recensé 2 675 publications et comparé 19 542 hommes circoncis et 20 391 hommes incirconcis, conclut à l’absence d’effet néfaste de la circoncision sur la fonction (érection et éjaculation), la sensibilité, et la satisfaction sexuelle. Elle est corroborée par une étude allemande réalisée sur la population de la ville de Cottbus, qui a constaté médicalement que sur plus de 10 000 hommes, il n'existait aucune différence quant aux érections et à la satisfaction sexuelle. En 2010, une revue de la littérature médicale publiée entre 1997 et 2008 conclut que « la preuve suggère que la circoncision à l'âge adulte n'affecte pas la satisfaction et la fonction sexuelle ». De la même manière, l’Académie américaine de pédiatrie note en 2012 que « la revue de la littérature n'appuie pas l'idée que la circoncision masculine affecte négativement la fonction sexuelle du pénis ou la sensibilité, ou la satisfaction sexuelle, indépendamment de la façon dont ces facteurs sont définis ». D'autres études concluent que la présence ou l’absence du prépuce n’a aucune incidence sur les fonctions érectiles et éjaculatoires, la circoncision n’influant donc en rien sur les capacités « d’endurance »,,,,. Une étude conduite à Montréal en 2007 affirme que la circoncision ne réduit pas la sensibilité,. Des études conduites en Ouganda en 2009 indiquent que les hommes circoncis à l'âge adulte rapportent davantage de satisfaction sexuelle et une facilité accrue à atteindre l'orgasme, quand leurs partenaires notent une amélioration de leur sexualité dans 39,8 % des cas, aucun changement pour 57,3 % et une sexualité amoindrie pour 2,9 % d'entre elles.
À l'inverse, une étude du Statens Serum Institut (en) de Copenhague en 2011 plaide que la circoncision serait associée à une difficulté plus importante pour les hommes circoncis à atteindre l’orgasme, une plus grande insatisfaction des femmes partenaires d'hommes circoncis, ainsi que des douleurs plus fréquentes lors des rapports sexuels (dyspareunie). Cette étude danoise portant sur 5 552 couples dont moins de 5 % des hommes étaient circoncis, avance ces difficultés chez 11 % d’entre eux. Toutefois, Ronald Virag, chirurgien et sexologue, critique le manque de rigueur scientifique de cette étude : « Outre le déséquilibre mathématique entre les deux populations, avec et sans prépuce, elle n’indique pas l’âge auquel le geste a été fait. Or, il convient de mettre à part les circoncisions faites tardivement après la quarantaine, pour des raisons médicales et qui voient souvent apparaître une gêne liée à l’hypersensibilité d’un gland peu habitué à être découvert ». Cependant, contrairement à ce qu'affirme Ronald Virag, l'âge des hommes de cette étude n'a pas eu d'incidence sur les résultats,. Une étude de 2013 publiée dans le British Journal of Urology confirme l’importance du prépuce pour la sensibilité du pénis, la satisfaction sexuelle et le fonctionnement du pénis. Elle indique par ailleurs que les hommes circoncis sont plus nombreux à avoir une gêne lors des rapports sexuels, à avoir des rapports sexuels douloureux et à ressentir des sensations inhabituelles. En 2006, une étude sud-coréenne sur des hommes circoncis à l'âge adulte a mis en évidence chez la majorité des sujets une difficulté plus grande à se masturber et un plaisir sexuel amoindri lors de la masturbation après la circoncision. Par ailleurs, un sujet circoncis sur cinq éprouvait moins de plaisir lors des rapports sexuels, plus de trois fois plus que ceux rapportant davantage de plaisir. Une autre étude publiée en 2007 a montré que la circoncision supprime la partie la plus sensible du pénis. Selon une étude menée en 1999, l'homme circoncis perd les récepteurs sensoriels du prépuce. Une étude de Dan Bollinger et Robert S. Van Howe concluait en 2011 que les circoncis sont 4,53 fois plus susceptibles d'utiliser un médicament contre la dysfonction érectile.
En 2009, une entreprise a conçu des préservatifs qu’elle présente comme adaptés aux hommes circoncis (forme ajustée permettant de réduire la contention exercée sur le gland du pénis).

#### Complications

##### Contre-indications
La circoncision est une contre-indication chez les nourrissons atteints de certaines anomalies génitales de structure, en cas de déplacement de l'ouverture de l'urètre (comme dans l'hypospadias et l'épispadias), de courbure de la tête du pénis (chordée), d'enlisement ou d'enfouissement de la verge, de transposition scrotale ou d'organes génitaux ambigus, parce que le prépuce peut être nécessaire pour la chirurgie reconstructive. La circoncision est également contre-indiquée chez les nourrissons prématurés et ceux qui ne sont pas cliniquement stables ni en bonne santé,,.
Si un individu, enfant ou adulte, est connu pour avoir des antécédents, personnels ou familiaux, de troubles hémorragiques graves (hémophilie), il est recommandé que les propriétés normales de coagulation du sang soit vérifiées avant que la procédure ne soit tentée,.

##### Douleur
Selon un rapport conjoint de l'OMS et d'ONUSIDA publié en 2010, la pratique ou non de l'anesthésie lors de la circoncision de l'enfant et du nourrisson varie beaucoup. Aux États-Unis, l'anesthésie générale est très souvent pratiquée. L'anesthésie locale est également utilisée dans le monde. Dans la plupart des cas, les circoncisions pratiquées par des circonciseurs traditionnels se font sans anesthésie. C'est aussi parfois le cas des circoncisions effectuées par un personnel ayant reçu une formation médicale. L'OMS recommande l'utilisation d'une anesthésie locale dans la circoncision de l'enfant et estime qu'il est nécessaire d'améliorer la formation des circonciseurs pour que l'anesthésie soit plus pratiquée.
Aux États-Unis, selon l’Académie américaine de pédiatrie en 1999 dans une « Déclaration de politique de circoncision » : il est largement prouvé que les nouveau-nés qui sont circoncis sans analgésique ressentent une douleur et un stress physiologique. Une étude a montré qu'il existe une corrélation entre la circoncision et l'intensité de réponse à la douleur pendant des mois. Tout en reconnaissant qu'il peut y avoir d'autres facteurs que la circoncision pour tenir compte des différents niveaux de réponse à la douleur, les responsables de l'étude ont déclaré qu'ils n'avaient pas trouvé de preuves de tels facteurs. Ils ont donc recommandé d'utiliser des analgésiques pour soulager la douleur de la circoncision. D'autres associations médicales citent également des preuves que la circoncision sans anesthésie est douloureuse,.
En France, selon Michel Cymes, le sujet de la douleur de la circoncision est un sujet si sensible que personne ne s’en occupe. Le docteur Daniel Annequin, spécialiste de la douleur chez l'enfant a, lors d'une conférence à l'Unesco en 2010, fait l’état des lieux de la prise en charge de la douleur de la circoncision chez le nouveau-né notamment. Dans le cas d'une circoncision pour raison médicale (posthectomie), par exemple pour traiter un phimosis, cet acte chirurgical est généralement conduit sous anesthésie générale. Ce n'est pas toujours le cas lors d'une circoncision rituelle. Dans ce dernier cas, l'anesthésie est locale, à base de pommade EMLA (acronyme de Eutectic Mixture of  Local Anesthetics), or Daniel Annequin a prouvé que cela n'était pas efficace du tout. Le docteur Marcel Klusky, urologue et mohel, quant à lui, déclare qu'« à la lumière de toutes nos observations sur des dizaines et des dizaines d'études sur la douleur de la circoncision, actuellement on doit utiliser ces moyens. Alors faire des anesthésies générales pour tous ces enfants, ce n'est pas aussi simple que ça car c'est un coût. » Il précise : « je n'ai aucune légitimité pour parler au niveau religieux, mon domaine, c'est la douleur. »
L'argument selon lequel la circoncision ne serait pas douloureuse pour le nourrisson car « les terminaisons nerveuses ne seraient pas encore en place » est un « argument qu'avancent les partisans de la circoncision pour justifier la pratique de cette opération à vif ». Pour le Dr Barbara Wildhaber, médecin-chef du service de chirurgie pédiatrique du CHU de Genève, « ces explications semblent d'un autre âge », « on sait depuis les années quatre-vingt » que les nourrissons ressentent la douleur. Elle rajoute : « même un prématuré de 24 semaines (six mois de grossesse) ressent la douleur (…) Il m'est arrivé de faire une piqûre anesthésique à des bébés pour une circoncision, ils hurlent, ils se tordent, c'est parfois bouleversant. »
En 2011, la SFAR, Société française d’anesthésie et de réanimation, conclut dans un rapport sur la question que « La circoncision est un acte chirurgical à envisager après 3 mois (hors urgence), qui nécessite une bonne prise en charge analgésique pour éviter le risque de mémorisation de la douleur. »
Dans la religion juive, la douleur n'a pas de valeur rédemptrice, et la circoncision est effectuée avec toutes les précautions nécessaires pour que le nourrisson ne souffre pas. Il a été démontré scientifiquement que la tradition qui consiste à faire téter du sucre à l'enfant avant l'opération a un effet antalgique. Il arrive que l'enfant puisse souffrir néanmoins, et, à l'heure moderne, les parents interrogeant les soignants en maternité sur la question de la douleur, de plus en plus de juifs pratiquants utilisent une crème anesthésiante en application locale et la prise de paracétamol. Le grand-rabbin Immanuel Jakobovits affirme : « l'interdiction des analgésiques contredirait la vision juive du monde »,.
Une étude de Dan Bollinger et Robert S. Van Howe concluait en 2011 que la circoncision est chez l'enfant un traumatisme qui peut laisser des traces psychiques : selon leur étude, elle augmente significativement le risque d'ensuite souffrir d'alexithymie.

##### Complications opératoires et post-opératoires
L'ONUSIDA indique que si la circoncision est réalisée par un professionnel de santé formé et équipé, les risques de complications sont faibles. Une étude menée en 2013 sur 315 enfants indique un taux de complications post-opératoires de 5,1 %. L'organisation de santé note que quand les circoncisions sont effectuées dans « de mauvaises conditions d’hygiène par des praticiens inexpérimentés et mal équipés, sans le suivi postopératoire adéquat, des complications très graves, voire mortelles, peuvent survenir ». L’Association médicale américaine rappelle que les complications immédiates les plus fréquentes d’une circoncision sont l’hémorragie et les infections, comme une infection des voies urinaires.

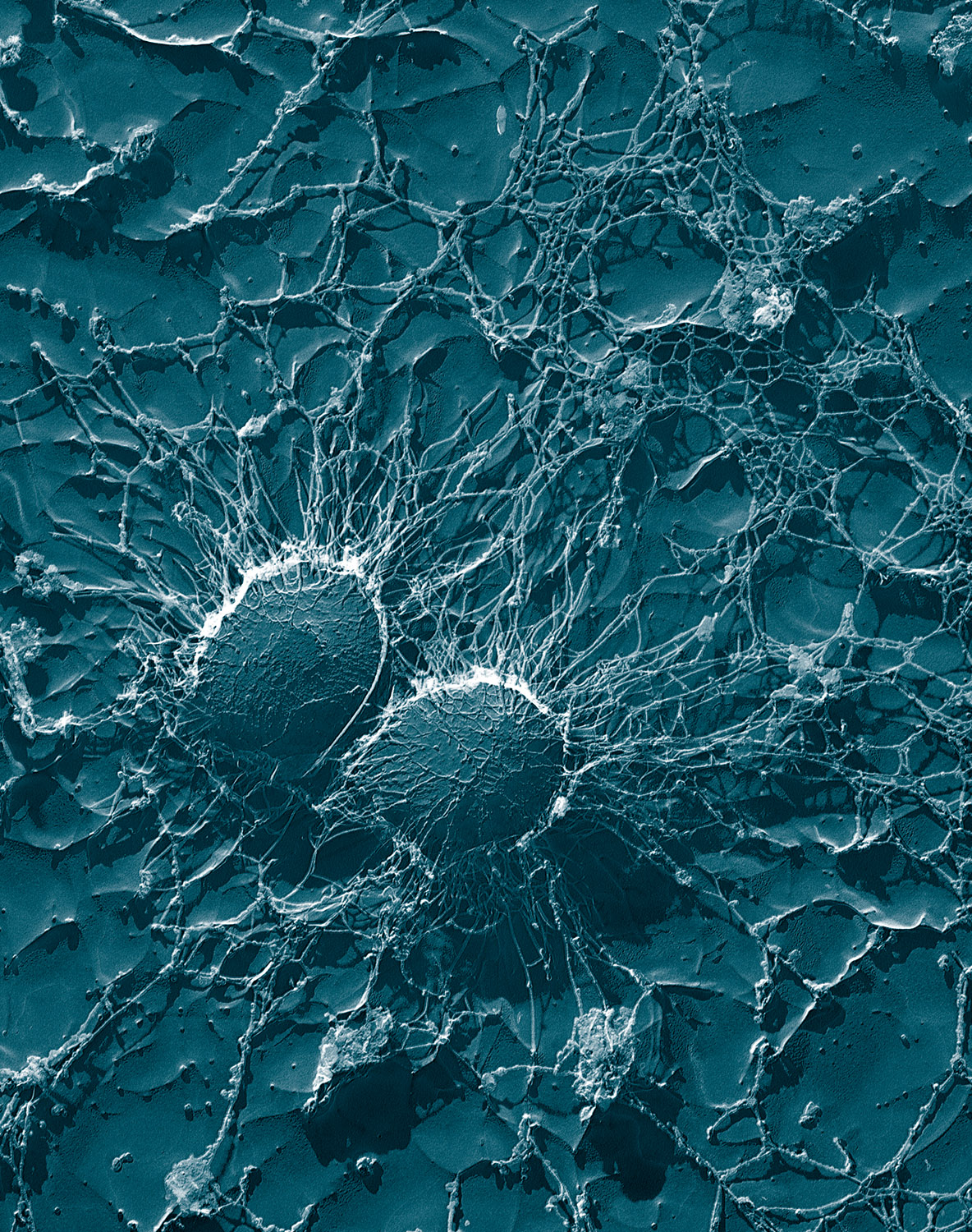
Staphylocoque doré (Staphylococcus aureus)

L'Académie américaine de pédiatrie indique que, après une circoncision, les « complications aiguës significatives sont rares, survenant chez environ 1 nouveau-né circoncis pour 500 » et que ces complications aiguës « sont généralement mineures et le plus souvent impliquent un saignement, une infection ou une quantité imparfaite de tissus prélevés ». S'agissant des complications graves, l'Académie américaine de pédiatrie note que « la majorité des blessures graves ou même catastrophiques sont trop rares pour être signalée dans les rapports de cas ». Selon une étude longitudinale sur les deux années suivant la circoncision, le taux de complication est de 11,5 %, bien au-dessus des taux attendus au début de l'étude.
Parmi les complications immédiates de la circoncision (qu'elles soient rares ou fréquentes), ont été rapportées dans la littérature : la fistule urinaire, la chordée (courbure du pénis à ne pas confondre avec la maladie de La Peyronie), l'apparition de kystes, le lymphœdème, l'ulcération du gland, la nécrose de tout ou partie du pénis, l'hypospadias, l'épispadias et le phimosis secondaire (si trop de tissus sont enlevés). Des cas d'infections au staphylocoque doré à la suite de l'opération ont été rapportés dans la littérature. Ces infections peuvent par la suite se développer en infections pulmonaires, méningites ou encore en fasciites nécrosantes.
S'agissant des patients hémophiles, le risque d'hémorragie provoquée par la circoncision est très élevée, une étude portant sur ce sujet indiquant que « la circoncision des personnes atteintes d'hémophilie ne devrait pas être considérée comme une procédure mineure et ne doit pas être effectuée sans prendre les précautions adéquates ». Les auteurs de l'étude concluent toutefois que « la circoncision des personnes atteintes d'hémophilie peut être faite en toute sécurité » si un équipement adéquat (qui ne provoque pas d'effusions de sang) est utilisé.

##### Complications tardives

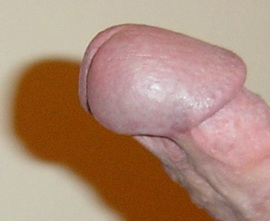
Exemple d’un pont de peau situé entre le reste du prépuce et la couronne du gland.

Parmi les complications tardives, il existe la sténose du méat urétral qui se caractérise par un rétrécissement (sténose) de l’ouverture de l’urètre à l’extérieur du méat. C’est une complication tardive courante qui touche les hommes circoncis. En effet, des études ont montré que la circoncision peut potentiellement entraîner un rétrécissement de l’urètre, l’incidence de cette affection touchant suivant les études, 0,9 %, 2,8 %, 7,29 %, 9-10 % et 11 % des hommes circoncis. Dans une de ces études (celle de Van Howe), tous les cas de sténose du méat urétral concernent uniquement des hommes circoncis.
Comme complications tardives, il existe également la rétention aiguë d’urine, la stase veineuse (ralentissement de la circulation sanguine), le développement d’un cancer du pénis sur la cicatrice de circoncision, le « pénis caché »,, des adhérences, des ponts de peau entre le reste du prépuce et la couronne du gland (appelés en anglais skin bridge), des érections douloureuses.

##### Complications des circoncisions rituelles
La circoncision religieuse et traditionnelle ou rituelle peut entraîner des séquelles graves, notamment si elle n'est pas effectuée dans de bonnes conditions d'hygiène pouvant aller jusqu'à l'amputation du gland ou même du pénis et le décès de la personne circoncise, particulièrement quand les règles d'hygiène élémentaires ne sont pas respectées, par exemple quand le circonciseur aspire le sang de la plaie par la bouche,. À la suite de plusieurs cas de contamination déclarés, des chercheurs de l’université Ben Gourion du Néguev en Israël demandent que cette technique rituelle soit abandonnée. Le Consistoire de Paris a interdit cette pratique en 1843,.
En France, certaines circoncisions traditionnelles se font encore dans la douleur, sans prise en charge analgésique adéquate et peuvent entraîner la mort chez certains enfants.

#### Complications psychologiques
En 2015, une étude a conclu à un lien entre la circoncision rituelle dans les familles musulmanes danoises et les cas d'autisme. Il y aurait 46% de chances de plus pour qu'un enfant circoncis de cette manière soit autiste par rapport à un enfant danois non-circoncis. Cette étude a cependant été accueillie avec scepticisme par la communauté scientifique.

#### Restauration du prépuce
La restauration du prépuce est le processus d’augmentation de la peau du pénis, par des techniques chirurgicales (on parle alors de reconstruction du prépuce) ou des méthodes non chirurgicales d’expansion, visant à restaurer le prépuce.

## Conséquences sociales
Dans les pays où la circoncision est effectuée sur des adolescents, sa perspective a déjà poussé des enfants à fuguer pour éviter l'opération.

## Incidence
La circoncision est l’intervention chirurgicale la plus réalisée au monde. Au niveau mondial, 30 % des hommes sont circoncis. Les motivations des circoncisions sont pour 97 % rituelles, alors que les circoncisions médicales représentent moins de 3 %.

## Distribution géographique

Carte mondiale de prévalence de la circoncision masculine par pays (2019). Légende dans l'image.

Selon l’Organisation mondiale de la santé, en 2009, au moins 661 millions d’hommes de plus de 15 ans étaient circoncis. Cependant, son incidence n’est pas répartie de façon homogène dans le monde, elle varie considérablement selon les pays et les continents.

### Dans le monde anglophone
La circoncision se développa à partir de la fin du XIXe siècle dans le monde anglophone (aux États-Unis, au Canada anglophone, en Afrique du Sud, en Australie, en Nouvelle-Zélande et dans une moindre mesure au Royaume-Uni) jusqu'à devenir une opération de routine effectuée sur l'ensemble des nouveau-nés masculins pour des raisons hygiéniques et prévention des maladies, mais également pour lutter contre la masturbation qui était alors considérée comme une névrose. Ainsi, à la fin du XIXe siècle, John Harvey Kellogg, médecin et « inventeur des corn flakes », prônait la circoncision sans anesthésie des jeunes garçons et la brûlure au phénol  du clitoris des femmes pour lutter contre la masturbation. Une fois la pratique de la circoncision socialement installée, elle fut perpétuée pour des raisons d'hygiène, de réduction des risques d’infection, mais également par tradition, cohésion sociale, identité, ou encore masculinité[pas clair]. Cependant, à partir des années 1950, la pratique de la circoncision diminua dans les pays anglophones, sa prévalence variant selon les différents pays.
Aux États-Unis, en 2009, selon l’OMS, 79 % des hommes sont circoncis. Après un apogée dans les années 1960 (avec un taux d’environ 80 %), la circoncision néonatale dans les hôpitaux entame une lente et irrégulière régression à partir des années 1970, pour chuter à 56,1 % en 2006. Un sondage de Yougov indique que les jeunes américains soutiennent moins la circoncision néonatale de routine que leurs aînés, même si un jeune sur trois est encore en sa faveur (un sur quatre est contre). Selon les statistiques de septembre 2011 du CDC (Centers for Disease Control and Prevention), les taux de circoncision officiels à la naissance aux États-Unis sont de 56,7 % en 2008 puis de 54,7 % en 2010. Il est à noter que ces chiffres sont contestés tant par les militants qui soutiennent la circoncision que par ceux qui la condamnent. Les premiers affirment en effet que ces taux ne prennent pas en compte les circoncisions tardives dont l'incidence serait d'après eux très élevée. À l'inverse les militants anti circoncision avancent un taux de circoncision contesté de 32,5 % pour l'année en 2009, chiffre rapporté par le New York Times en 2010. En outre, contrairement à une idée reçue, aux États-Unis, la circoncision n’est pas pratiquée de manière homogène ; elle varie considérablement suivant les régions (par exemple, en 2006, le taux de circoncision était de 63,6 % dans le Nord-Est et de 33,8 % dans l’Ouest, région où la circoncision est de moins en moins populaire avec la poussée démographique des latinos-américains,) et selon les groupes ethniques (88 % des hommes blancs, 75 % des Afro-Américains et 42 % des hispaniques étaient circoncis en 2010). Parmi la population masculine circoncise aux États-Unis, 86 % indiquent être contents d'être circoncis, tandis que 10 % le regrettent. Par ailleurs 29 % des Américains non circoncis préféreraient l'être.
Au Canada, en 1999, selon l’Académie américaine de pédiatrie, 48 % des hommes sont circoncis. Dans ce pays la circoncision est en déclin, son taux néonatal étant en 2006-2007 de 31,9 %. Enfin, son incidence varie considérablement suivant les régions, elle est d’ailleurs plus élevée chez les anglophones que chez les francophones. Ainsi, en 2006-2007, le taux de circoncision néonatale était de 6,8 % en Nouvelle-Écosse, de 43,7 % en Ontario et de 12,3 % au Québec. En mars 2013, une étude conduite auprès de 230 parents dans la province anglophone de la Saskatchewan indiquait que 56 %, des parents envisageraient de circoncire leurs enfants, dans le cas où le père est circoncis le chiffre grimpe à 82 %, et à l'inverse quand le père n'est pas circoncis, le chiffre tombe à 15 %.
En Australie, 58,7 % des hommes sont circoncis. Cependant, il est à noter que dans ce pays, la circoncision est depuis 30 ans en déclin, son incidence variant donc considérablement selon les âges. Par conséquent, si la circoncision concerne la majorité des 50-59 ans (65,68 %), elle est minoritaire chez les 16-19 ans (31,64 %). La circoncision néonatale sans motif médical ou religieux est d’ailleurs interdite dans tous les hôpitaux publics australiens.
La Nouvelle-Zélande est le pays anglophone qui a connu la plus spectaculaire régression du taux de circoncision. En effet, dans les années 1940, environ 95 % des nouveau-nés étaient circoncis alors qu’en 1991, la circoncision ne concernait que 7 % de ceux-ci,. De ce fait, une minorité de Néo-Zélandais sont aujourd’hui circoncis.
Au Royaume-Uni, la circoncision néonatale « était une pratique courante parmi les classes moyennes et riches britanniques des années 1890 aux années 1940, largement recommandée comme précaution hygiénique raisonnable » (notamment contre la masturbation) mais elle a décliné après la Seconde Guerre mondiale jusqu’à avoir quasiment disparu dans les années 1960 à la suite notamment des recommandations du National Health Service (NHS) qui estimait que la procédure n'avait pas d'intérêt médical et décida de ne plus la rembourser,. Selon l'OMS, le pourcentage d’hommes circoncis au Royaume-Uni était d’environ 9 % en 2012. En 2000, 11,7 % des 11-19 ans étaient circoncis, 15,8 % des 16-44 ans et 19,6 % des 40-44 ans. Il est à noter que la reine Victoria avait fait circoncire ses enfants, notamment le futur roi Édouard VII, sous le prétexte que la famille royale d’Angleterre descendrait du roi David, monarque juif. Cependant, les historiens britanniques Robert Darby et John Cozijn mettent en doute ces affirmations, nées dans les années 1990 et largement répétées, qu'une « tradition de circoncision » de la famille royale d'Angleterre remonterait à l'époque de Victoria croyant à une origine davidique de la monarchie britannique, voire à George Ier au début du XVIIIe siècle. Cette coutume se serait pour autant perpétuée, en faisant toujours appel aux services d'un mohel (circonciseur juif) ; ainsi, le roi Charles III (et d'autres membres de la famille royale) a-t-il été effectivement circoncis par le rabbin londonien Jacob Snowman (en), et, en dépit des rumeurs Lady Diana n'a pas interrompu cette pratique et n'a donc pas empêché que les princes William et Harry soient circoncis, comme l'a lui-même confirmé le prince Harry.

### En Europe continentale

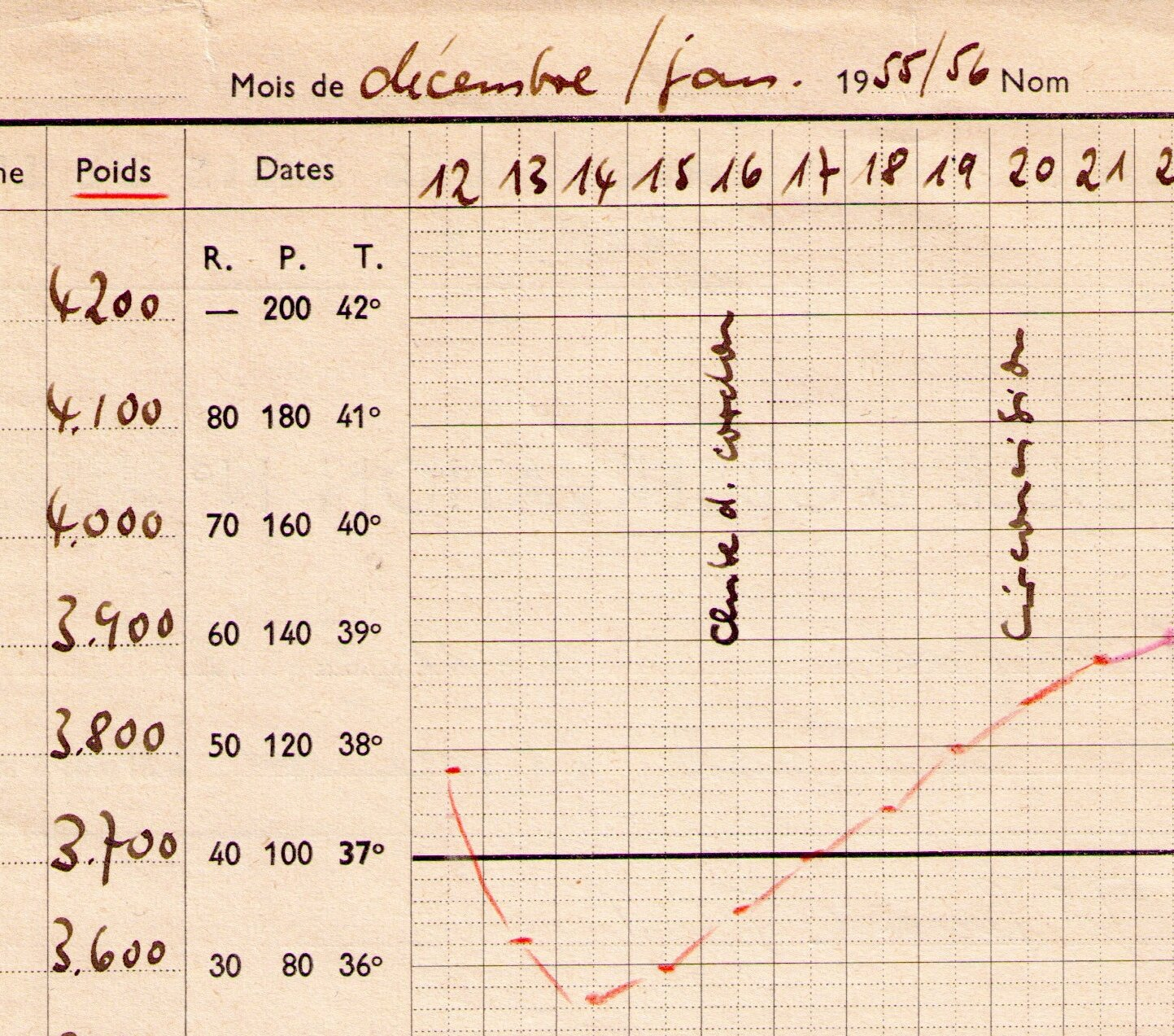
Mention de la circoncision d’un nouveau né à Genève, 8e jour, 1955.

En Europe, selon l'OMS, l’Albanie, la Bosnie-Herzégovine, le Kosovo, la Macédoine et le Monténégro possèdent un pourcentage d'hommes circoncis situé entre 20 et 80 %. En dehors de ces pays, le taux de circoncision est partout inférieur à 20 %. Ainsi, en France, selon un sondage téléphonique effectué en 2008, 14 % des hommes se déclarent circoncis, en Espagne, le taux est estimé à 1,8 %, tandis qu'au Danemark, en 1986, le taux de circoncision était de 1,6 %.
En Allemagne, le nombre de circoncisions et d'opérations de préservation du prépuce a diminué en chiffres absolus et relatifs. Les circoncisions étaient plus fréquentes dans les 5 premières années de vie et au-dessus de 15 ans, tandis que les opérations de préservation du prépuce étaient préférées dans les groupes d'âge entre 5 et 14 ans. Entre 2005 et 2017, on a constaté une diminution significative des circoncisions chez les patients de tous les groupes d'âge.
En Belgique, le nombre de circoncisions remboursées par l'assurance maladie ainsi que la natalité en général sont en hausse[Quand ?]. 5 % de ces interventions nécessitent une hospitalisation de plus d'un jour. Selon les statistiques du ministère de la santé, 1 homme sur 3 né dans les 25 dernières années[Quand ?] serait circoncis. Selon les données recueillies par La Libre Belgique auprès des hôpitaux wallons et bruxellois, de 80 % à 90 % des circoncisions sont effectuées pour des raisons religieuses ou culturelles.

### En Amérique latine
En Amérique latine, la prévalence de la circoncision est estimée à moins de 20 %. Ainsi au Mexique, la prévalence de la circoncision serait de 10 % à 31 %,. Au Brésil, 7,4 % des hommes sont circoncis tandis qu'en Colombie, 6,9 % de la population masculine a fait l’objet d’une circoncision.
Parmi ces pays, la République dominicaine a notamment indiqué à l'ONUSIDA la mise en place de campagnes de promotion de la circoncision afin d'endiguer l'épidémie du sida. Une étude menée dans ce pays montre qu'après une session d'informations sur les avantages et risques liés à l'opération, 67 % des hommes acceptent de se faire circoncire, tandis que 74 % indiquent vouloir procéder à la circoncision de leur enfant. De la même manière, une étude conduite en Jamaïque et publiée en 2013 indique que, dans le cadre de la prévention des infections sexuellement transmissibles, 45 % des hommes non-circoncis souhaitent se faire circoncire, 66 % seraient prêts à faire circoncire leur nourrisson et 71,6 % leur jeune garçon.

### En Asie
En Asie, l’incidence de la circoncision est très hétérogène, certains pays ayant une population masculine majoritairement circoncise alors que d’autres présentent des taux de circoncision parmi les plus bas du monde.
En Israël et dans les pays musulmans d'Asie, c’est-à-dire au Moyen-Orient, en Asie centrale, en Afghanistan, au Pakistan, au Bangladesh ainsi que dans les pays musulmans de l’Extrême-Orient tel que la Malaisie et l’Indonésie, les hommes sont majoritairement circoncis. Dans les pays musulmans de l’ex-URSS, la circoncision est légèrement moins pratiquée. En Israël, un nombre croissant de parents décide de ne pas faire circoncire leur enfant,,, et le mouvement intactiviste luttant contre les circoncisions sans consentement y progresse.
En outre, deux pays asiatiques pratiquent massivement la circoncision (plus de 80 % des hommes sont circoncis principalement à l'adolescence) sans motif religieux ou médical : la Corée du Sud et les Philippines. Dans le premier, la pratique se généralisa sous l'influence des États-Unis lors de la guerre de Corée, l'hygiène étant citée aujourd'hui comme première raison de la circoncision. Toutefois, une étude parue en 2012 indique un fléchissement de la pratique : en 2002, 86,3 % des adolescents et des jeunes adultes se faisaient circoncire contre 75,8 % aujourd'hui. Aux Philippines la pratique de la circoncision est bien plus ancienne : déjà présente lors la colonisation espagnole et de la christianisation, elle possède aujourd'hui une dimension sociale prépondérante, les deux tiers des adolescents faisant l’objet d’une ablation du prépuce simplement « pour éviter de ne pas être circoncis. »
Dans le reste de l’Asie, la prévalence de la circoncision est partout inférieure à 20 %. Ainsi, en Thaïlande, la circoncision concerne 13,3 % de la population masculine, tandis que la Chine et le Japon présentent le taux extrêmement bas de moins d’1 % d’hommes circoncis (selon des statistiques du gouvernement irlandais).
Enfin parmi ces pays, la Chine a notamment indiqué à l'ONUSIDA la mise en place de campagnes de promotion de la circoncision afin d'endiguer l'épidémie du sida. Dans ce cadre, une étude traversable effectuée dans l'Ouest de la Chine indique que l'acceptabilité de la circoncision est de 44,6 % des hommes non-circoncis.

### En Océanie
Outre l'Australie et la Nouvelle-Zélande (voir ci-dessus le monde anglophone), dans les îles du Pacifique et dans toutes les îles du triangle polynésien, la circoncision rituelle est très répandue, de Tahiti à Samoa en passant par les îles Tuvalu, Tonga, Tokelau, îles Cook, îles Marquises, Niue, Wallis-et-Futuna.

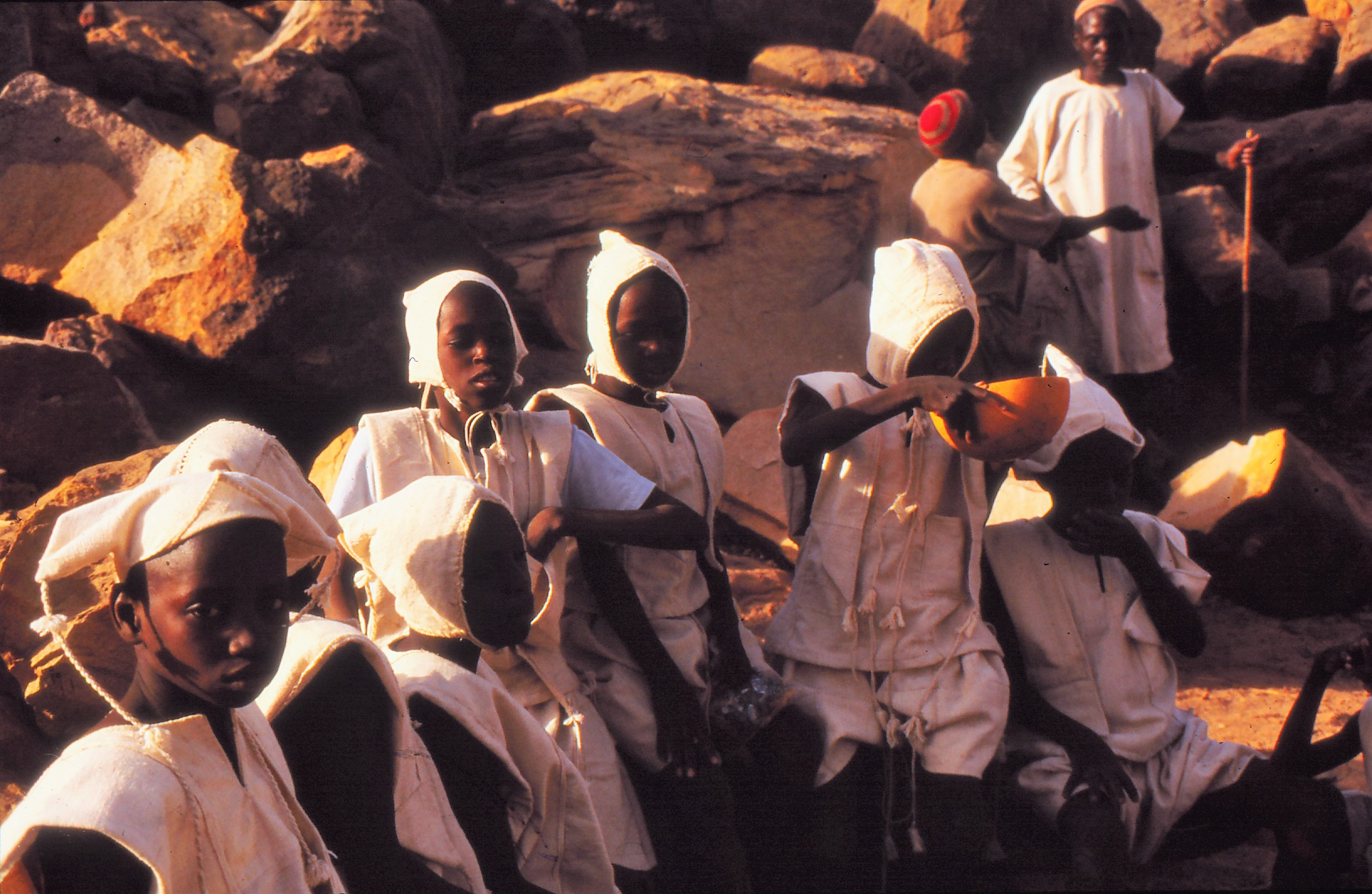
Garçons récemment circoncis en vêtements blancs au marché de Tireli, Mali 1990.

### En Afrique
En 2006, une étude estime que 62 % des hommes africains sont circoncis. Cependant, son incidence varie suivant les régions, les religions et les ethnies.

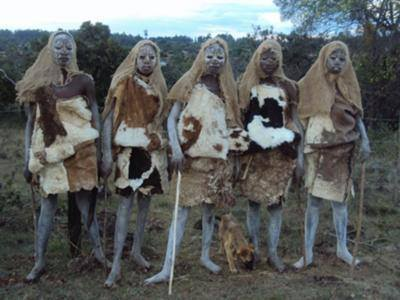
Tenue traditionnelle durant la période de circoncision de 30 jours, pour les jeunes Kalenjin (Afrique de l'Est), 2019

Dans l’Afrique musulmane, les hommes sont majoritairement circoncis. En Afrique subsaharienne, le nombre d’hommes circoncis varie considérablement suivant les pays. En Afrique de l'Ouest environ 90 % des hommes adultes sont circoncis quelles que soient les ethnies et les religions, c'est un facteur traditionnel ancré dans la culture. À Madagascar, plus de 80 % des hommes sont circoncis[réf. nécessaire].. Au Mozambique 56 % des hommes sont circoncis alors qu’au Rwanda, ils ne sont que 10 %. En Afrique du Sud, une étude indiquait en 2005 que 35 % des hommes sont circoncis. En 2012, une autre étude indiquait que la moitié des sud-africains ont fait l'objet d'une ablation du prépuce.
De plus, afin de tenter de freiner la progression du VIH, l’OMS veut en 2013 étendre la circoncision à 80 % des hommes et des nouveau-nés de l’Est et du Sud de l’Afrique, affichant ainsi l'objectif de circoncire 20 millions d'hommes.

## Aspects juridiques
Généralement pratiquée sur des enfants sans motifs médicaux impérieux, la circoncision soulève à travers le monde de nombreuses questions liées à l'éthique et au droit à l'intégrité physique.
Si, en principe, aucun acte médical ou chirurgical n’est censé pouvoir être pratiqué sur un individu à moins qu'il ne donne son consentement éclairé, il n'en demeure pas moins que ce principe connaît des exceptions pour des considérations d'intérêt général comme en matière de vaccinations obligatoires ou de transfusion sanguine en état d'urgence vitale. Dans le cas d’un mineur, ce sont les parents ou tuteurs qui doivent donner ce consentement, même si les médecins essaient parfois de tenir compte de l’avis de l’enfant s’il est d’âge à le donner. Or, la circoncision se pratique généralement sur des mineurs (souvent même sur des nouveau-nés), et certains remettent en cause la légitimité des parents à choisir pour l’enfant une modification corporelle irréversible en l’absence de toute nécessité médicale. Aux fins d'opposition, des débats juridiques ont été ainsi initiés en Europe (au Conseil de l'Europe, en Scandinavie, en France, en Allemagne ou en Suisse), ainsi qu'aux États-Unis, au Canada ou en Afrique du Sud.
En France, plusieurs textes législatifs semblent s'opposer à la circoncision rituelle : les articles 16-1, 16-3 et 222-1 du Code civil, les articles L. 1110-5, R. 4127-41, L. 6111-2 et L. 6112-1 du Code de la santé publique, l'article 24 de la Convention sur les Droits de l'enfant ou l'article 227-24-1 du Code pénal,,. Elle bénéficie cependant d'une tolérance voire d'une admission au sein de la société,,. En 2004, dans son rapport annuel consacré à la laïcité, le Conseil d'État indique que la circoncision rituelle doit être considérée comme « admise ». De manière générale, l’accord des deux parents est requis pour procéder à la circoncision de l’enfant.

## Aspects économiques
Si l'étude du bilan coûts / avantages de la circoncision n'intègre pas la vente de prépuces comme aux États-Unis, il va sans dire qu'elle améliore d'autant le résultat financier.

### Bilan coûts / avantages, hors ventes de prépuces
Le bilan coûts / avantages de la circoncision a été étudié afin de déterminer si une politique de circoncision systématique de tous les nouveau-nés ou si une politique de promotion et de fourniture à coût modique ou d'accès gratuit à la circoncision pour tous les hommes adultes qui la choisissent, entraînerait globalement une baisse des dépenses de santé pour la société[précision nécessaire]. Dans la mesure où le SIDA est une maladie incurable et coûteuse à traiter, d'importants efforts ont été déployés pour étudier le bilan coûts / avantages de la circoncision afin de réduire sa propagation dans certaines parties de l'Afrique où le taux d'infection est relativement élevé et, à l'inverse, la prévalence de la circoncision relativement faible. Plusieurs études ont permis de conclure que les programmes de circoncision pour les hommes adultes en Afrique ont un bon bilan coûts / avantages et, dans certains cas, permettent même de réaliser des économies,. Au Rwanda, la circoncision donne un bon bilan coûts / avantages sur un grand éventail de tranches d'âge allant du nouveau-né jusqu'à l'adulte,, avec les plus grandes économies réalisées lorsque la procédure est effectuée à la période néonatale en raison du moindre coût par procédure et du plus grand délai de protection contre l'infection au VIH,. La circoncision en prévention de la transmission du VIH chez les adultes s'est avérée également d'un bon rapport coûts / avantages en Afrique du Sud, au Kenya et en Ouganda, avec des économies estimées en milliards de dollars sur 20 ans. Hankins et consorts (en 2011) ont estimé que l'investissement de 1,5 milliard de dollars dans la circoncision des adultes constitue l'une des 13 priorités stratégiques pour les pays africains en leur procurant potentiellement jusqu'à 16,5 milliards de dollars d'économies.
Le bilan coûts / avantages de la circoncision néonatale a également fait l'objet d'une étude aux États-Unis, lesquels ont des coûts différents de mise en place par rapport au continent africain dans des domaines tels que les infrastructures de santé publique, la disponibilité des médicaments et la technologie médicale et la volonté de s'en servir. Une étude réalisée par la CDC suggère que la circoncision des nouveau-nés serait socialement d'un bon rapport coûts / avantages aux États-Unis sur le fondement de l'efficacité de la circoncision contre la seule transmission hétérosexuelle du VIH, et sans tenir compte d'aucun autre bénéfice médical. L'Académie américaine de pédiatrie (en 2012) recommande que la circoncision néonatale aux États-Unis soit couverte par les organismes tiers-payeurs tel que Medicaid et les compagnies d'assurances. Une revue médicale de 2014 considérant les bénéfices constatés de la circoncision tel que la réduction des risques de VIH, HPV, et HSV-2, a déclaré que la circoncision a un bon rapport coûts / avantages à la fois aux États-Unis et en Afrique et peut procurer de substantielles économies en termes de dépenses d'assurance maladie.

### Revenus additionnels tirés de la vente de prépuces
Les circoncisions néonatales sont une source de profit pour les hôpitaux américains. Ceux-ci sont rémunérés pour l'acte, puis ils peuvent vendre les prépuces de nouveau-nés à l'industrie biomédicale.
Des marques de cosmétiques américaines dont SkinMedica et Allergan, achètent et utilisent des prépuces de bébés qui ont été circoncis afin d'en extraire le fibroblaste avec lequel elles fabriquent des crèmes cosmétiques anti-âge et des injections de collagène anti-rides.
L'exploitation commerciale des prépuces d'enfants circoncis pose un débat éthique. Ainsi, un débat a lieu en Afrique du Sud au sujet des raisons d'une mesure de promotion de la circoncision, où des docteurs et groupes éthiques soupçonnent un but de profit commercial dans cette ablation de tissus génitaux d'enfants. Le forum bioéthique de l'Université du KwaZulu-Natal estime que les prépuces d'enfants circoncis sont la source d'une « industrie de plusieurs millions de dollars », ceux-ci pouvant être utilisés dans « l'industrie cosmétique, la fabrication d'insuline et de peau artificielle ».

## Controverses sur la circoncision
Depuis la fin du XXe siècle, plusieurs polémiques ont lieu autour de la circoncision, y compris dans les pays anglophones où elle est davantage pratiquée que dans les pays latins. Ces controverses font intervenir des critiques d'ordre éthique, médical, sexuel, religieux, psychologique ainsi que légal - une mutilation, même minime, du corps d'un enfant mineur sans raison médicale sérieuse (par exemple phimosis) constituant un abus de pouvoir parental. Partisans et adversaires de la circoncision s’affrontent. La frange des partisans « durs » propose même l’ablation du prépuce de tous les nouveau-nés mâles (et étendre cette pratique au monde entier), arguant d'une prophylaxie « partielle » qui l’emporterait selon eux sur les risques. Ils ajoutent qu’elle n’a pas d’effets « importants » sur la sexualité ni l'image du moi et qu’elle a un « faible » taux de complications lorsqu’elle est effectuée par un médecin expérimenté.
À l’inverse, ses adversaires (mouvements pour l’intégrité physique nommés « intactivisme ») affirment que la circoncision altérerait le plaisir sexuel, que seuls des mythes - médicaux ou non - la « justifient », rappellent qu’elle porte atteinte au droit à l’intégrité physique de l'enfant et qu’elle devrait donc être pratiquée sur des enfants uniquement en cas de raisons médicales très sérieuses, laissant au futur adulte le choix de se séparer ou non de son prépuce. Le débat revient régulièrement dans les grands quotidiens anglophones, à l'instar par exemple du New York Times. On compte parmi les détracteurs de cette pratique le prix Nobel de médecine George Wald. Plusieurs acteurs historiques de la lutte contre les mutilations génitales féminines, Nawal El Saadawi et Ayaan Hirsi Ali, elles-mêmes victimes d'excision, ont également pris position contre la circoncision non consentie des garçons,.

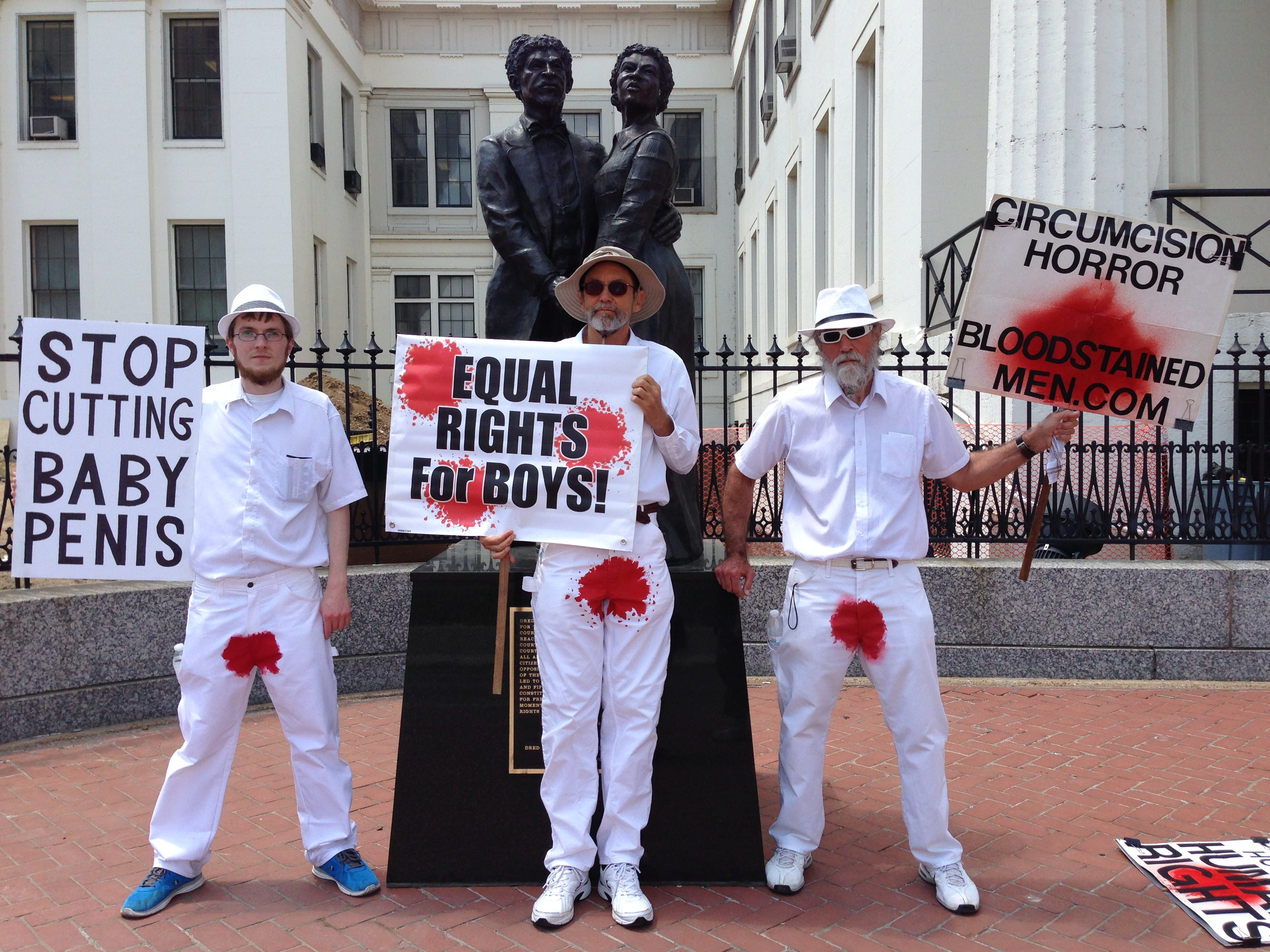
Manifestation contre la circoncision et pour le droit à l'intégrité corporelle de tous les Américains, au Dred Scott Memorial (pour l'abolition de l'esclavage), St. Louis, Missouri. 2015

En 2001, à la suite du décès d'un enfant lors d'une circoncision rituelle musulmane, la Suède a adopté une loi obligeant les circoncisions rituelles à être médicalement encadrées et faites sous anesthésie. Les communautés juives et musulmanes se sont opposées à cette loi au nom de la liberté religieuse. En 2004, Ayaan Hirsi Ali a proposé l'interdiction des circoncisions non thérapeutiques alors qu'elle était députée au parlement néerlandais. En mai 2012, la Cour d'appel de Cologne considère la circoncision (Beschneidung) comme un délit et condamne une circoncision comme portant atteinte au droit de l'enfant au choix de sa religion et à l'intégrité physique ; en conséquence, les magistrats décrètent que « l'enfant doit décider plus tard et par lui-même de son appartenance religieuse »,,. Ce jugement a interdit la circoncision en Allemagne jusqu'au vote quelques mois plus tard d'une loi spéciale pour l'autoriser.
L'année suivante, le Conseil de l'Europe condamne la circoncision rituelle. Au Danemark, une pétition de 37 000 personnes a demandé l'instauration d'un âge minimum de 18 ans pour la circoncision non thérapeutique des garçons ; le Parti populaire socialiste a décidé d'appuyer la proposition, rappelant notamment qu'il n'avait eu aucun problème à obtenir l'interdiction de la circoncision féminine et de la fessée. 90 % des Danois sont par ailleurs pour l'interdiction de la circoncision rituelle. En 2018, une députée a déposé une loi au parlement islandais condamnant la circoncision des garçons en proposant de remplacer le mot « fille » par « enfant » dans la loi déjà existante sur l'excision. La moitié des Islandais soutiennent cette loi.

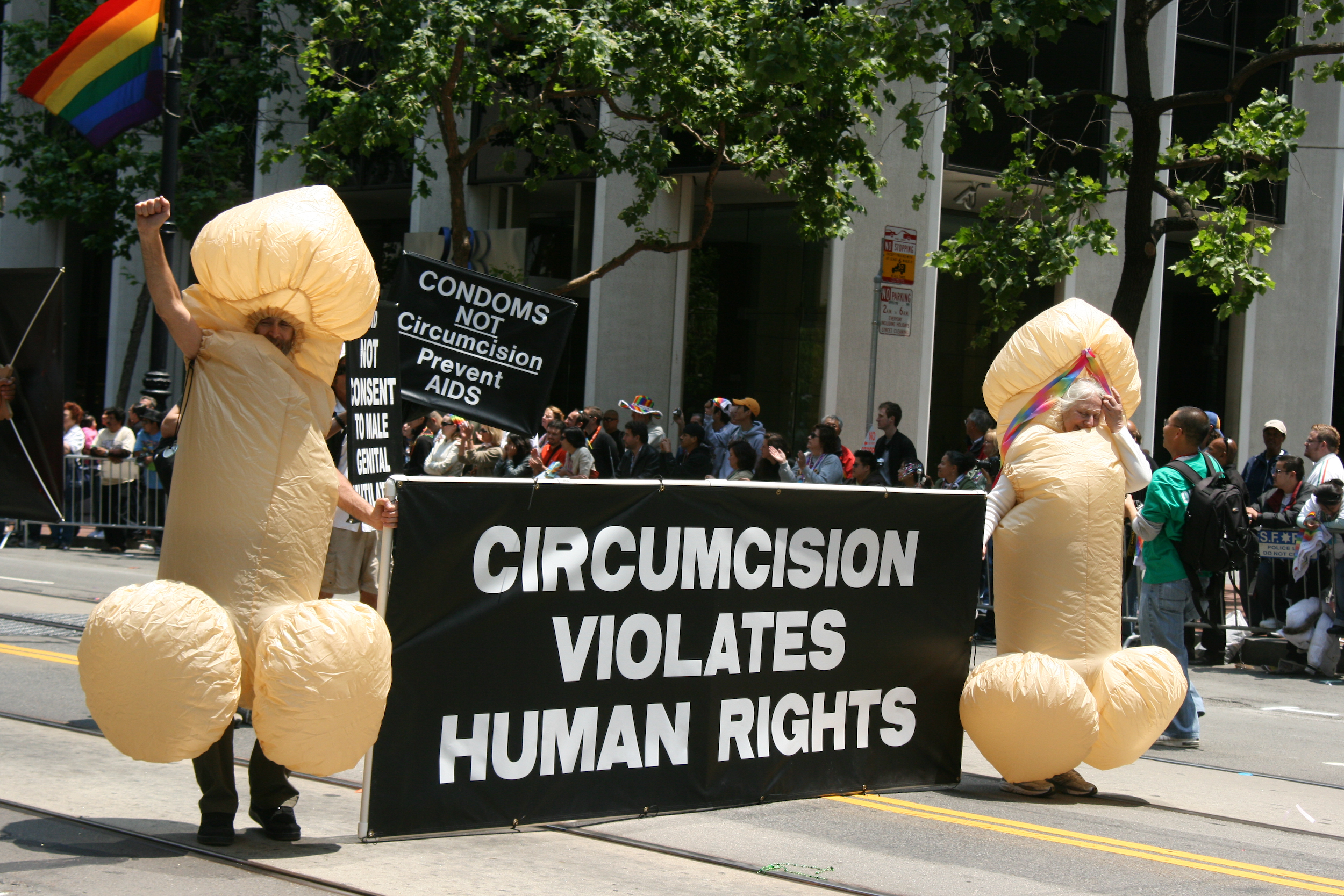
Manifestation anti-circoncision lors de la Gay Pride de San Francisco, 2008

Certaines associations et militantes anti excision ainsi que certains défenseurs du droits des enfants critiquent la circoncision non thérapeutique de mineurs et considèrent que cette pratique est une forme de mutilation sexuelle,,,,,,,. Cette position est démentie par l'OMS qui souligne explicitement que circoncision et excision sont incomparables et parle de différences radicales entre les deux pratiques.
En France, l'association Droit au corps cherche à « promouvoir l’abandon de toute forme de mutilation sexuelle – féminine, masculine, transgenre et intersexe : excision, circoncision ou autre – c’est-à-dire toute modification d’organe sexuel pratiquée sur un individu sans son consentement libre et éclairé, et sans nécessité médicale ». En 2013, Le Nouvel Observateur publiait un article intitulé « Circoncision : les antis s’installent discrètement en France », indiquant le développement en France d'un mouvement « intactiviste ».
Selon l'auteur franco-syrien Riad Sattouf, qui a écrit un ouvrage intitulé Ma Circoncision :

« À part pour des raisons médicales, et encore… On n'a pas à mutiler des enfants. Et cela n’a rien à voir avec la religion ! Cela dit, je ne sais pas dans quelle mesure je peux l’interpréter. J’ai mis dans le livre ce que j’ai exactement ressenti. Je pense que la circoncision est un acte castrateur qui fait des hommes inquiets et paranos. Le pénis étant un symbole très important, quand un groupe d’hommes, autre que son père, montre à un enfant qu’il a le pouvoir de le maîtriser et de lui en couper un morceau, ce groupe exprime qu’il a le pouvoir d’en couper plus si jamais le besoin s’en fait sentir »

— Riad Sattouf, 2005.

## Perspectives psychanalytiques et psychologiques
Selon la British Medical Association, la circoncision a des risques non seulement médicaux mais également psychologiques, un avis qui selon cette association est largement partagé.
- certains hommes circoncis considèrent leur état comme tout à fait normal ;
- d’autres sujets peuvent ne pas l’accepter ou s’en sentir diminués.

Il faut également distinguer le traumatisme que peut causer l’opération elle-même d’un mal-être que peut éventuellement entraîner l’état d’être circoncis.
Sigmund Freud a dénoncé la circoncision comme génératrice de racisme (puisqu'elle implique, de fait, la marginalisation des incirconcis) et discrètement formulé le fait qu'elle serait une menace de castration. Jacques Lacan s'oppose diamétralement à Freud, en soulignant au contraire la beauté et la salubrité de l'opération qu'il conditionne néanmoins au « quand c'est bien fait ».
Le rabbin Yeshaya Dalsace considère que « d’un point de vue juif, la circoncision est absolument nécessaire pour la future construction psychique et identitaire de l’enfant juif. De ce point de vue, omettre la circoncision d’un tel enfant serait lui causer un préjudice moral et psychologique sans doute plus grave que tous les inconvénients avancés ».